# Campeonato Brasileiro de Futebol - Série D
O Campeonato Brasileiro de Futebol - Série D, ou simplesmente Brasileirão - Série D, é uma competição equivalente à quarta divisão do Campeonato Brasileiro de Futebol. É por meio dela que os clubes conseguem acesso para a Série C.
Ao contrário de outros países onde o futebol é um esporte popular e tradicional, como a Inglaterra, que possui 24 divisões nacionais, o sistema de ligas nacionais no Brasil por muitos anos chegava apenas à Série C, equivalente à terceira divisão. A primeira edição da Série D foi realizada em 2009, após confirmação da CBF no ano anterior promovendo o decréscimo de participantes da Série C de 64 para 20 clubes. Inicialmente, o regulamento previa a participação de 40 equipes selecionadas através das competições estaduais, mas o Acre desistiu de enviar representantes e a disputa ficou com 39 times.  O primeiro campeão foi o São Raimundo-PA.
De 2010 a 2015, o torneio contou com 40 clubes participantes, exceção feita à edição de 2014, que teve 41 times. De 2016 a 2021, passou a abrigar 68 equipes, reduzindo para 64 a partir de 2022. Apesar da variação na quantidade de participantes e de pequenas mudanças no formato, disputado em sistema misto, a competição mantinha sua extensão inalterada, variando entre 16 e 18 datas no calendário nacional, a maior parte geralmente no segundo semestre. Tal cenário só se modificou a partir da temporada de 2020, quando a CBF prolongou o torneio para durar por pelo menos seis meses, ocupando 26 datas. 
No Ranking da CBF, a Série D atribui 100 pontos ao campeão. O vice-campeão recebe 80 pontos, o terceiro recebe 75 e o quarto 70. A partir do quinto colocado, cada posição perde um ponto em relação ao colocado imediatamente anterior. Deste modo, o quinto colocado recebe 69 pontos, o sexto 68 pontos, reduzindo até 51 pontos para o 23º colocado em diante (pontuação mínima em Campeonatos Brasileiros).

## História

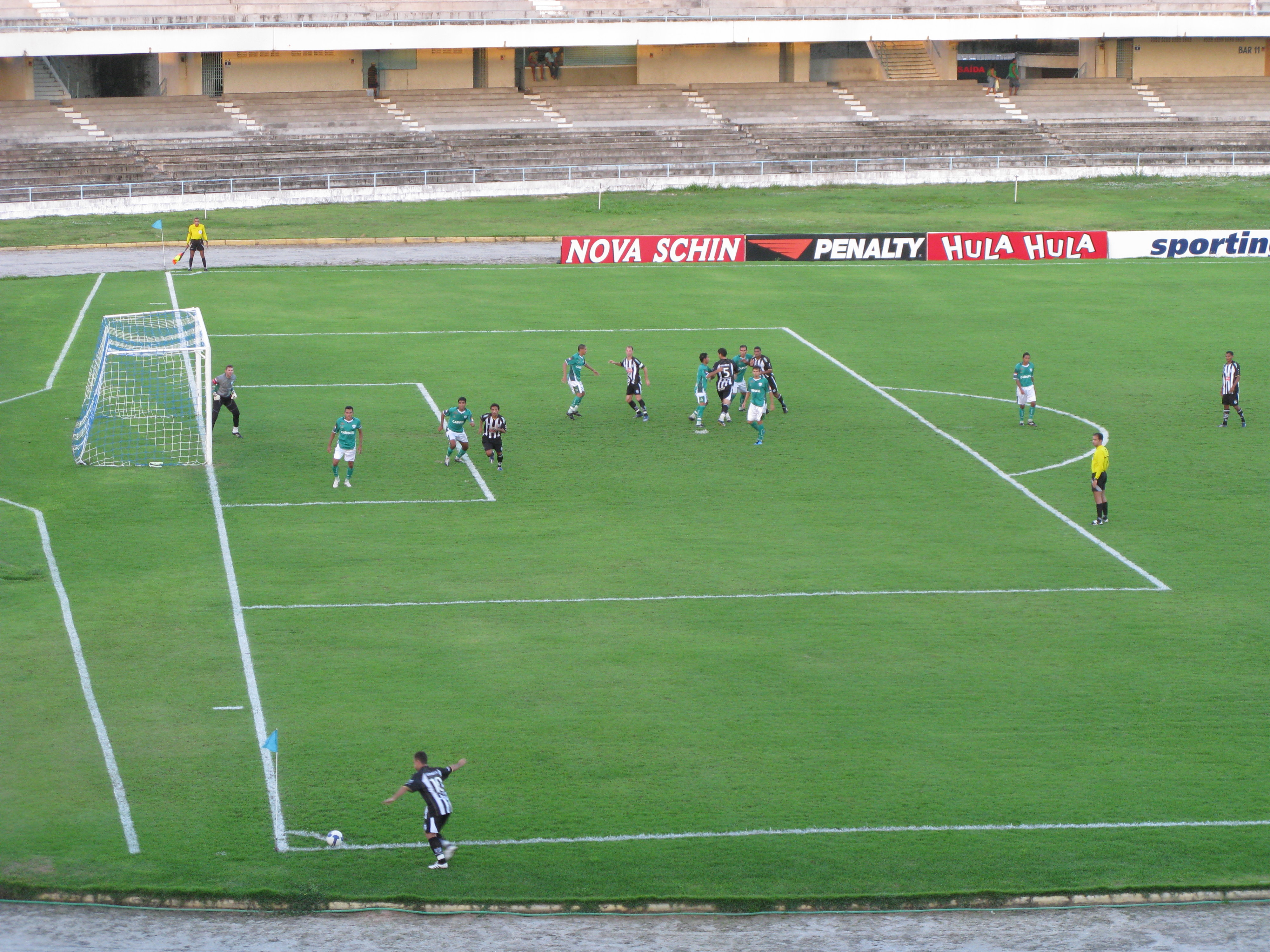
Partida entre Alecrim e Treze, válida pela primeira edição da competição, em 2009. Nesse ano, a equipe potiguar conquistou o acesso.

Em março de 2008, o presidente da Federação Gaúcha de Futebol, Francisco Noveletto, afirmou que a CBF criaria, pela primeira vez na história, a quarta divisão do Campeonato Brasileiro, denominada Série D, pois, com a diminuição do número de clubes participantes da Série C, muitas equipes do país não disputariam nenhuma competição nacional. No início de abril, a entidade confirmou a implementação da nova competição no calendário de 2009, ainda sem detalhar formato e regulamento, mas estipulando um total de 40 participantes a serem selecionados através dos campeonatos e das copas estaduais.
Excepcionalmente, a primeira edição do torneio contou com 39 equipes, uma vez que nenhum clube do Acre demonstrou interesse em participar da competição. Dessa forma, as equipes foram divididas em dez grupos regionalizados, com os dois primeiros colocados de cada chave avançando ao mata-mata que levaria até a final. O primeiro campeão da Série D foi o São Raimundo-PA, que superou o Macaé na decisão. Os dois finalistas e os semifinalistas Alecrim e Chapecoense foram as primeiras equipes na história a obter o acesso para a Série C.
No ano seguinte, logo na segunda edição, a Série D teve sua primeira grande polêmica: mesmo chegando até à final do torneio e ficando, inicialmente, com o vice-campeonato, o América-AM não ficou com a segunda colocação na classificação final, tampouco obteve o acesso, uma vez que foi punido com a perda de seis pontos por escalar o atleta Amaral Capixaba de forma irregular nas quartas de final, contra o Joinville. Dessa forma, o clube manauara ficou em oitavo lugar, enquanto o time catarinense tomou a quarta colocação e a vaga na Série C de 2011.

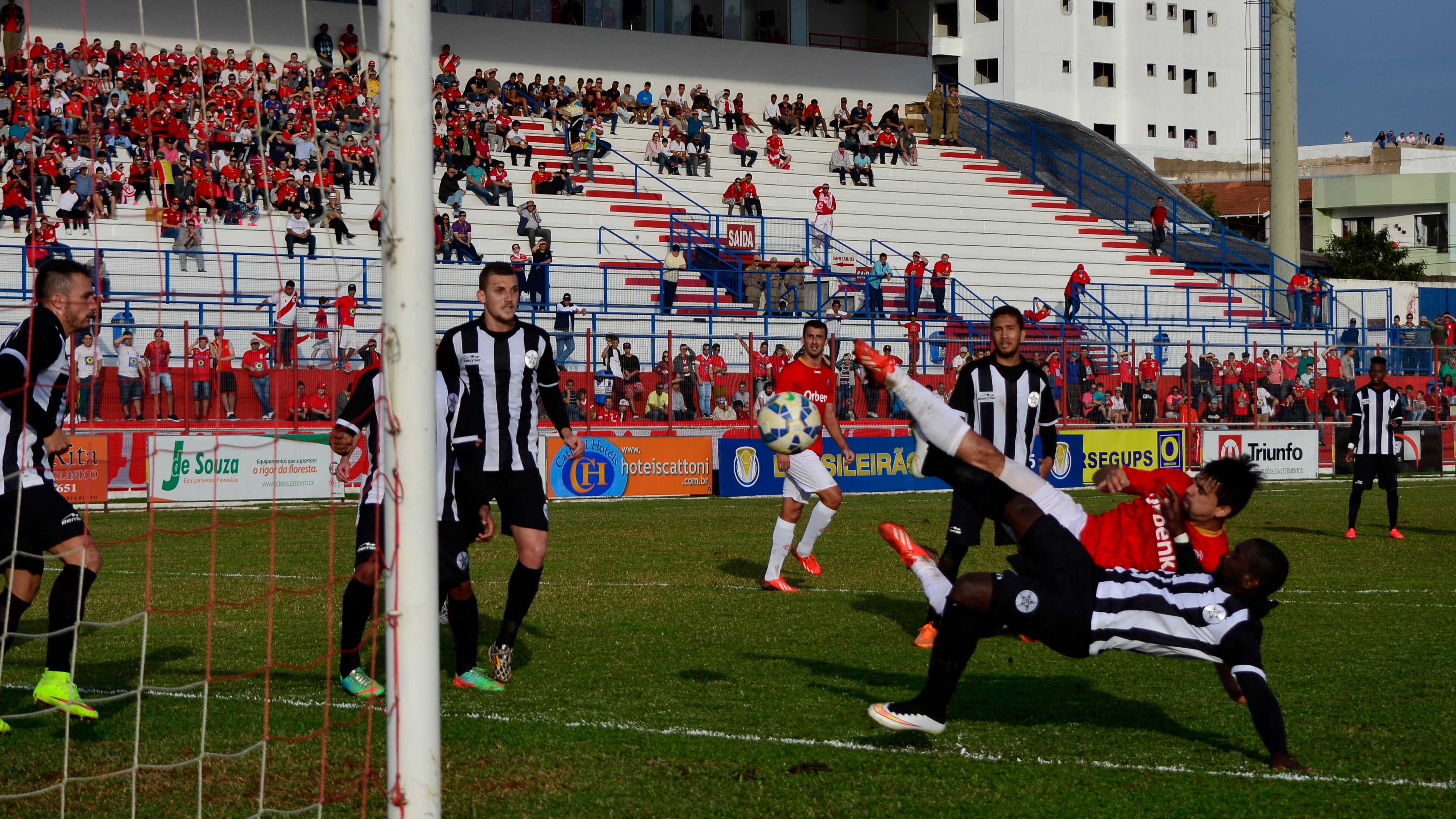
Confronto da Série D de 2015 entre Inter de Lages e Resende, no Estádio Vidal Ramos Júnior

Em 2011, pequena mudança no formato e mais disputa nos tribunais: a competição passou a contar com oito grupos, ao invés de dez, e a fase eliminatória começou a partir das oitavas de final. No âmbito extracampo, após um longo imbróglio judicial, o Treze conquistou o acesso para a Série C mesmo sem chegar às semifinais da Série D: o clube paraibano herdou a vaga do Rio Branco-AC, que foi excluído da Série C de 2012 por acionar a justiça comum contra a interdição da Arena da Floresta. O curioso é que o Treze também acionou a justiça comum para garantir a vaga na terceira divisão e, assim, ficou suscetível a uma punição. Em 2013, para finalmente encerrar a briga jurídica, os dois clubes e a CBF entraram em um acordo no Supremo Tribunal Federal, garantindo a participação das duas equipes na Série C daquele ano, que contou com 21 clubes. Por conta disso, a Série D de 2014 teve 41 participantes, uma vez que cinco times foram rebaixados da terceira divisão do ano anterior a fim de retornar ao número de participantes padrão.
Também em 2014, uma nova mecânica foi introduzida à competição: os cruzamentos na fase de mata-mata deixaram de ser regionalizados e passaram a levar em consideração a campanha das equipes ao longo das etapas anteriores. Em 2016, a CBF ampliou a Série D inicialmente para 48 clubes e, após pressão das federações estaduais, confirmou a participação de 68 equipes. Sob o novo cenário, o torneio passou a contar com 17 grupos na fase inicial e ganhou mais uma etapa de mata-mata antes das oitavas de final. Na edição de 2020, foi criada uma fase preliminar com oito clubes em formato mata-mata, enquanto 60 equipes entraram direto na fase de grupos: com isso, o total de 64 agremiações passou a ser dividido em oito grupos com oito participantes cada, aumentando o número de partidas de cada equipe. De 2022 em diante, a fase preliminar foi extinta e a competição passou a iniciar diretamente na fase de grupos, com 64 participantes.
O Ferroviário é o maior campeão da Série D, com dois títulos. Consequentemente, o estado do Ceará é a unidade federativa com mais conquistas na quarta divisão: além do bicampeonato do Tubarão da Barra, o Guarany de Sobral também possui um título, somando três taças para o estado nordestino. Além do maior número de títulos, o Nordeste também possui a hegemonia em relação ao acesso: em todas as temporadas, a região teve pelo menos um representante comemorando a entrada na Série C, além de ser a única a promover três equipes juntas em uma mesma edição, em 2018 e em 2021. Já o estado de São Paulo lidera o ranking de acessos por federação e é o único que conseguiu promover dois representantes em uma mesma temporada.

## Finanças
Na edição de 2022, a CBF definiu pela primeira vez na história uma premiação financeira aos clubes pelo desempenho no torneio. Na ocasião, foi estabelecido o valor mínimo de R$ 120 mil para todos os integrantes da fase de grupos, com quantias adicionais para os times que conquistassem o acesso, variando de acordo com a colocação final. Cerca de cinco meses depois, após as agremiações solicitarem apoio à CBF em reunião com os 64 participantes da Série D, a entidade definiu novas quantias como premiação a cada passagem de fase. Com isso, a equipe campeã embolsou R$ 650 mil como premiação total.
Para 2023, a CBF aumentou o valor total de premiação em 50%, distribuindo R$ 25,4 milhões em cotas de participação. Dessa vez, todos os integrantes da fase de grupos receberam R$ 300 mil, com novos valores a serem pagos conforme continuidade na competição. Assim, campeão e vice angariaram uma cota de R$ 800 mil ao final da disputa. Em 2024, o valor total em premiações aos clubes participantes aumentou para R$ 35 milhões, com os integrantes da fase de grupos ganhando R$ 400 mil e, mais uma vez, as quantias aumentando conforme o avanço de fase. Dessa vez, campeão e vice embolsaram R$ 1,2 milhão.

## Transmissão televisiva

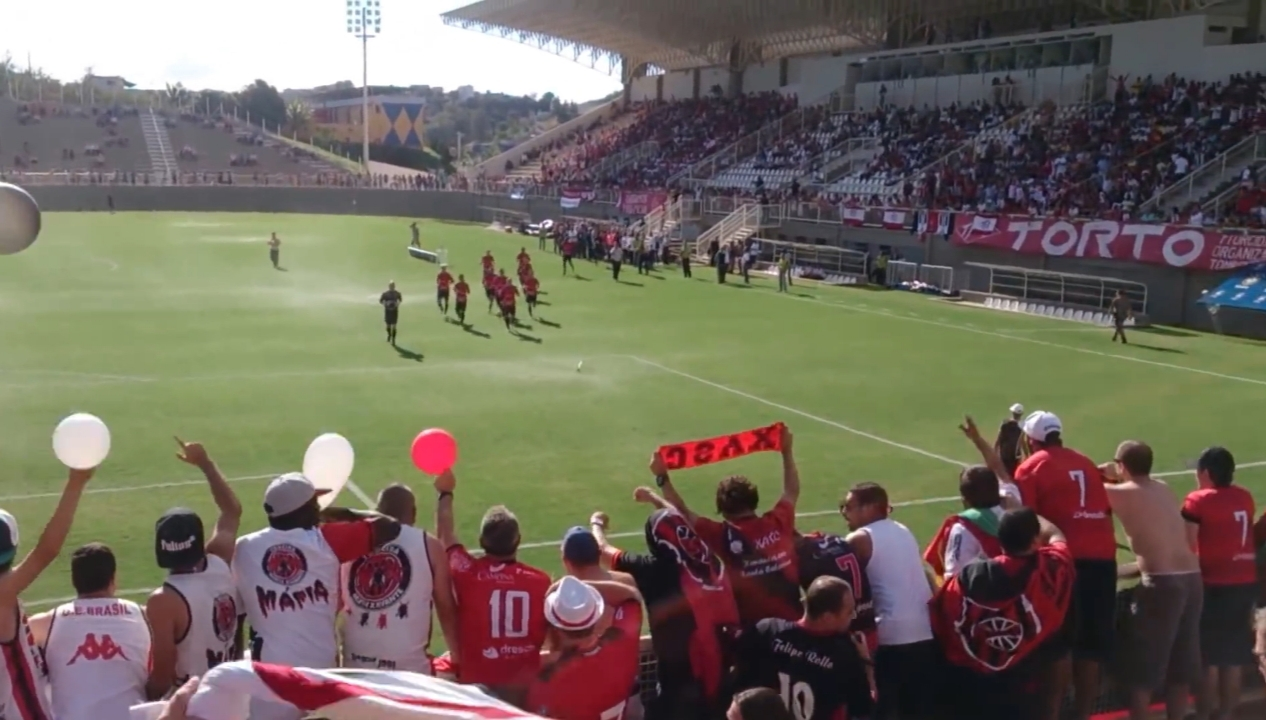
Torcida visitante do Brasil de Pelotas recepciona o time no Estádio Soares de Azevedo durante a final da Série D de 2014. Naquela época, a competição não contava com transmissão pela televisão ou streaming

No dia 2 de julho de 2015, o Esporte Interativo adquiriu junto à CBF os direitos de transmissão da Série D de 2015 para canais fechados. Foi a primeira vez que a competição teve transmissão na televisão. No mesmo ano, a partir das oitavas de final, a TV Brasil obteve os direitos da competição para transmissão em sinal aberto. A rede de televisão pública transmitiu o torneio até 2016, mas abdicou de fazê-lo a partir de 2017, alegando cortes orçamentários.
Em 9 agosto de 2018, o grupo Turner anunciou o fim imediato dos canais de TV Esporte Interativo. Como a Série D de 2018 teve seu jogo decisivo cinco dias antes, a competição não chegou a ter sua transmissão interrompida abruptamente. Alguns conteúdos da emissora, como a Liga dos Campeões, passaram a ser transmitidos por outros canais da Turner, como por exemplo TNT e Space. No entanto, a Série C não foi repassada a nenhuma parceira e simplesmente deixou de ser televisionada no decorrer do torneio, colocando em xeque a transmissão da Série D a partir de 2019 em algum canal de televisão.
Contudo, no dia 3 de maio de 2019, um dia antes do início da 11ª edição, a CBF confirmou um acordo com a plataforma de streaming MyCujoo (atual Eleven Sports) para a transmissão de 700 partidas ao vivo organizadas pela entidade, o que incluiu torneios de base, como o Campeonato Brasileiro de Aspirantes e a Copa do Brasil Sub-20; as duas divisões do Campeonato Brasileiro Feminino; e a Série D. Em 2020, a plataforma renovou a parceria com a CBF para transmitir todas as partidas. Em setembro do mesmo ano, a TV Brasil anunciou o retorno do torneio com transmissões nacionais tanto na TV aberta quanto no sinal fechado por assinatura, assim como via streaming na internet. O acordo com a CBF englobou 42 partidas a partir da terceira rodada da Série D de 2020, totalizando dois jogos por rodada. A Empresa Brasil de Comunicação era a responsável pela geração de imagens.

A TV Brasil é a emissora que transmitiu o maior número de edições da competição

Em 2022, apenas a dois dias do início da Série D, a plataforma russa de streaming InStat TV fechou um acordo de três anos com a CBF para exibir a competição com exclusividade, encerrando assim as transmissões na Eleven Sports e na TV Brasil. A princípio, as quatro primeiras rodadas da edição de 2022 seriam transmitidas gratuitamente. No entanto, devido a uma série de problemas ocorridos na 1ª rodada, o serviço não ofereceu garantias de que todos os jogos seriam exibidos. Ainda assim, a plataforma explicitou a intenção de implementar o serviço de pay-per-view a partir da 5ª rodada da fase de grupos, sem transmissão gratuita do torneio, o que aconteceu de fato da 7ª rodada em diante. Em abril de 2023, a InStat TV (que passou a se chamar InSports TV) alegou "obstáculos insuperáveis" e desistiu de transmitir a competição, que inicialmente ficou sem exibição em nenhuma emissora ou plataforma. Em maio, a CBF fechou um acordo com a plataforma de streaming F.Sports TV, que também negociou a cessão gratuita da transmissão dos jogos para emissoras públicas, como a TV Brasil, e em junho, o BandSports adquiriu os direitos de exibir a competição.
Em março de 2024, o ministro da Secretaria de Comunicação Social, Paulo Pimenta, afirmou que a TV Brasil mais uma vez transmitiria o torneio; contrariando a fala de Pimenta, a CBF não vendeu os direitos de transmissão das partidas. Com isso, os clubes mandantes receberam autorização para fazer as transmissões por conta própria, podendo ainda ceder esse direito ao clube visitante, mediante comunicação prévia à CBF. Durante a competição, ao menos duas emissoras regionais — TV Meio, no Piauí, e ITTV, em Sergipe — também passaram jogos dos clubes locais. As duas partidas da final, entre Anápolis e Retrô, foram exibidas pela TV Brasil.

## Critérios para as vagas

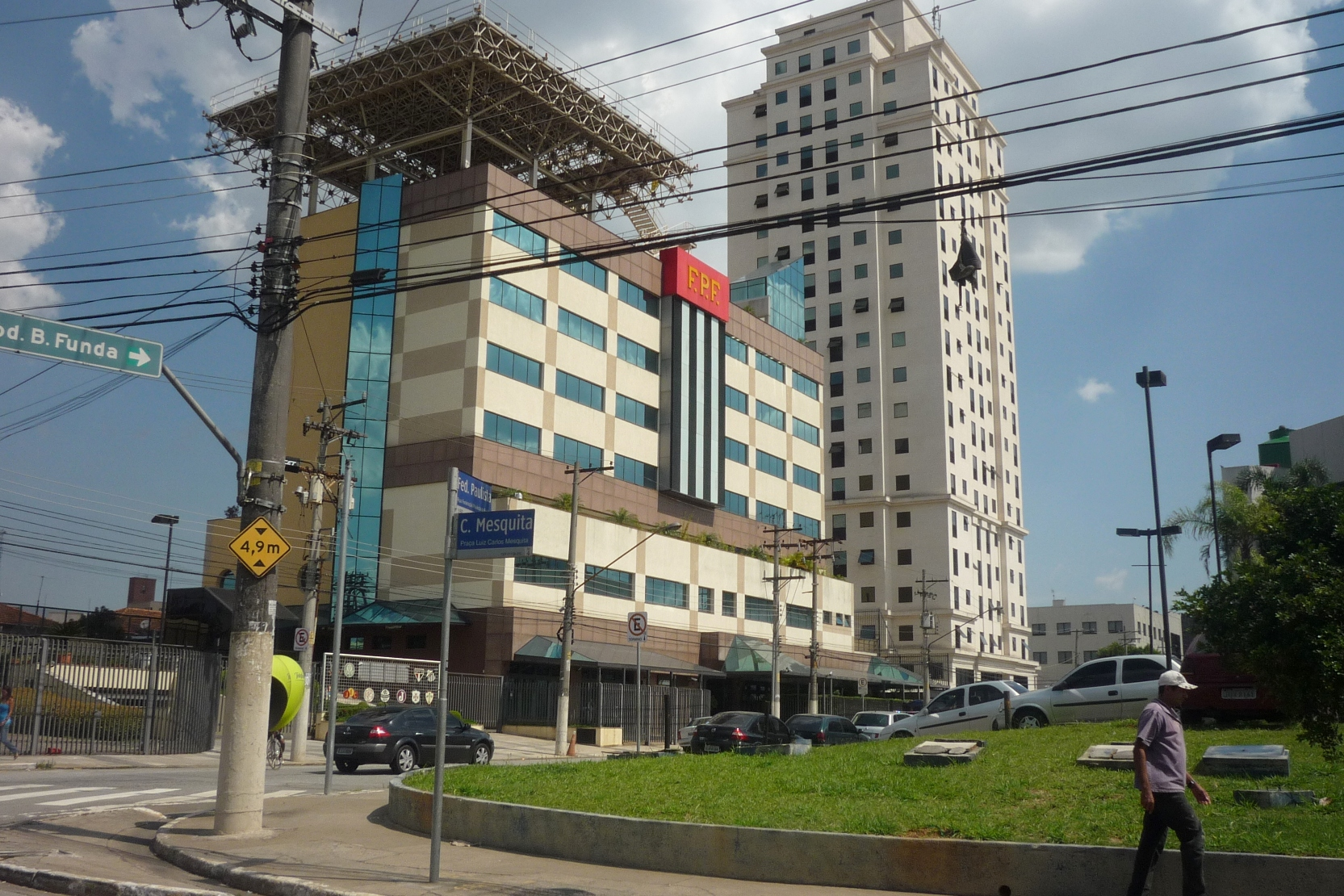
Primeira colocada no RNF, a Federação Paulista de Futebol tem direito a mais vagas na competição

Os participantes são selecionados através dos campeões ou melhores colocados dos campeonatos e copas estaduais que não participam das outras divisões do Campeonato Brasileiro (Séries A, B e C), além dos rebaixados da Série C do ano anterior.
Em 2009
1. Os quatro primeiros estados do RNF (Ranking Nacional das Federações), divulgado pela CBF, tiveram direito a três representantes cada;
2. Do quinto ao nono tiveram direito a dois representantes cada;
3. Os demais tiveram um representante cada. O estado do Acre desistiu de enviar representantes.

- Total: 39 vagas[9]

De 2010 a 2013 e em 2015
1. Os quatro rebaixados da Série C do ano anterior;
2. Os nove primeiros estados do RNF (Ranking Nacional das Federações) tiveram direito a dois representantes cada;
3. Os demais estados tiveram um representante cada.

- Total: 40 vagas[60][61][62][63][64]

Em 2014
1. Os cinco rebaixados da Série C do ano anterior;
2. Os nove primeiros estados do RNF (Ranking Nacional das Federações) tiveram direito a dois representantes cada;
3. Os demais estados tiveram um representante cada.

- Total: 41 vagas[18]

De 2016 a 2021
1. Os quatro rebaixados da Série C do ano anterior;
2. O primeiro estado do RNF (Ranking Nacional das Federações) tem direito a quatro representantes;
3. Do segundo ao nono estado do RNF (Ranking Nacional das Federações) têm direito a três representantes cada;
4. Os demais estados têm dois representantes cada.

- Total: 68 vagas[3]

A partir de 2022
1. Os quatro rebaixados da Série C do ano anterior;
2. O primeiro estado do RNF (Ranking Nacional das Federações) tem direito a quatro representantes;
3. Do segundo ao nono estado do RNF (Ranking Nacional das Federações) têm direito a três representantes cada;
4. Do décimo ao vigésimo terceiro estado do RNF (Ranking Nacional das Federações) têm direito a dois representantes cada;
5. Os demais estados têm um representante cada.

- Total: 64 vagas[65]

## Campeões

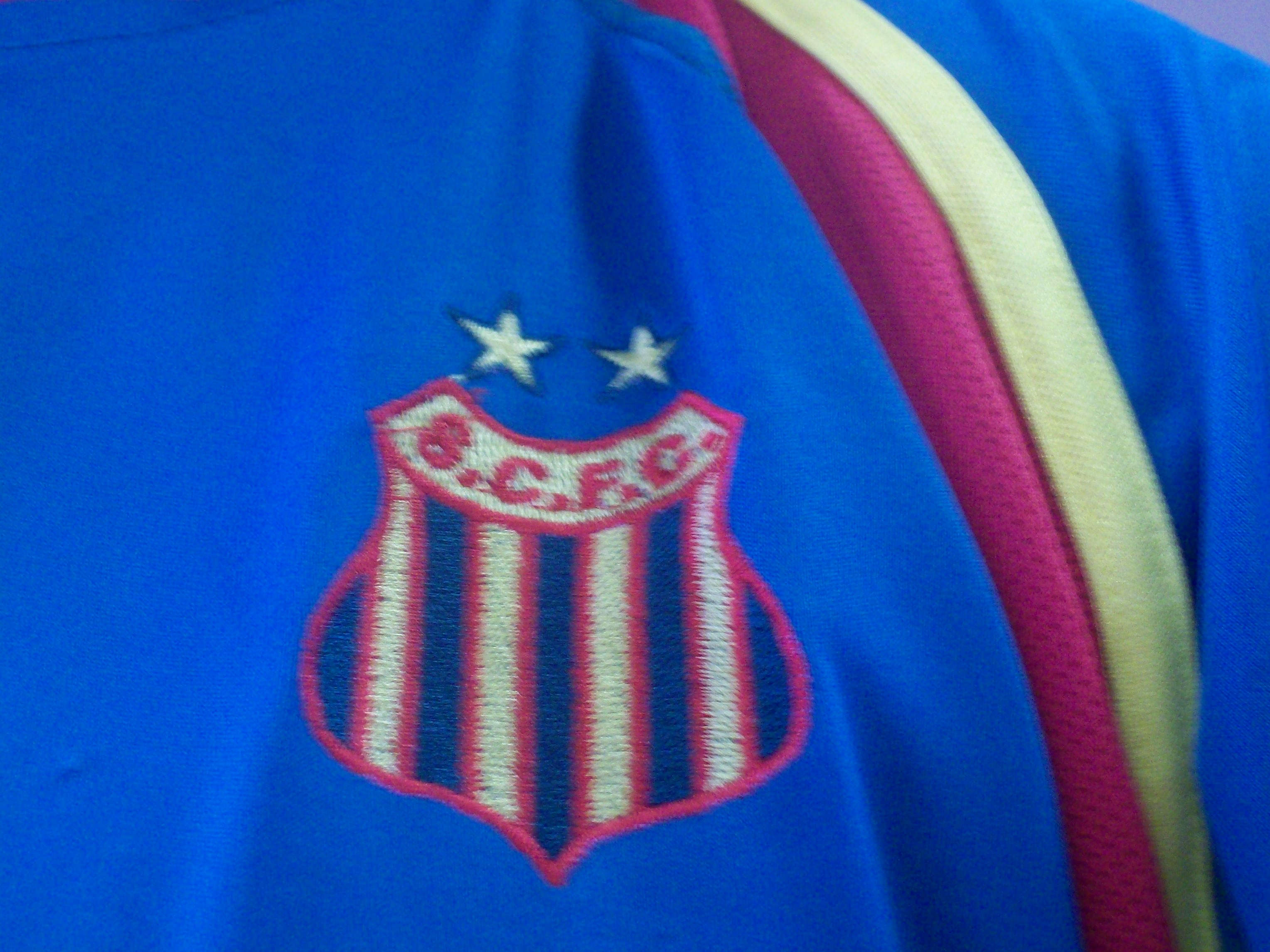
Único time campeão nacional de três divisões, o Sampaio Corrêa disputou a Série D em quatro ocasiões, conquistando o troféu em 2012

A primeira edição da história da Série D teve como vencedor o São Raimundo-PA, até hoje o único título da região Norte na quarta divisão. Após a temporada inaugural, deu-se início à hegemonia das regiões Nordeste e Sudeste, primeiramente com vantagem para os clubes nordestinos: em 2010, o Guarany de Sobral tornou-se o primeiro clube cearense a ser campeão nacional. Na edição seguinte, o Tupi empatou a contagem para as equipes do Sudeste.
Em 2012, foi a vez do Sampaio Corrêa celebrar o campeonato da Série D, obtendo duas marcas históricas: além de ser o primeiro time a vencer a competição de forma invicta, a Bolívia Querida também se tornou a primeira (e até hoje única) equipe do país a ter conquistado o título de três divisões nacionais, uma vez que foi campeã da Série B em 1972 e da Série C em 1997.
No ano seguinte, foi o Botafogo-PB quem ergueu a taça, a primeira conquista a nível nacional de um clube paraibano, aumentando a vantagem dos nordestinos na Série D. Contudo, nas três temporadas subsequentes, os clubes do sudeste pularam à frente graças aos títulos do Tombense em 2014 (tornando o estado de Minas Gerais o primeiro a ter dois vencedores da Série D); do Botafogo-SP em 2015; e do Volta Redonda em 2016 (de forma invicta).
Já a região Sul conquistou seu primeiro triunfo na Série D em 2017, com o título do Operário-PR. Nos três anos seguintes, o troféu ficou com Ferroviário, Brusque e Mirassol. Em 2021, a Aparecidense sagrou-se campeã e garantiu o primeiro troféu para a região Centro-Oeste. Na edição seguinte, o América de Natal ficou com a taça, voltando a empatar a disputa entre Nordeste e Sudeste no total de títulos.
Em 2023, o título ficou mais uma vez com o Ferroviário, que estabeleceu algumas marcas históricas: o Ferrão tornou-se o primeiro time bicampeão da quarta divisão, sendo o terceiro a conquistar o certame de forma invicta e a primeira equipe cearense a levantar um troféu nacional por duas vezes. O Tubarão também se tornou o clube campeão nacional com a maior sequência invicta na história do futebol brasileiro, com 24 jogos. E além disso, a conquista também fez a Região Nordeste retornar para a liderança isolada no ranking de títulos por região, aumentando ainda mais a distância no ano seguinte com o título do Retrô.
Ao contrário das divisões superiores do Campeonato Brasileiro, o predomínio na Série D é de equipes do interior do país: apenas em cinco ocasiões o torneio foi conquistado por times sediados em capitais, todas do Nordeste: São Luís, João Pessoa, Fortaleza (duas vezes) e Natal. No âmbito das federações, a competição é a mais democrática dentre todas as divisões do Brasil: ao todo, 21 estados já tiveram representantes nas semifinais de Série D.
| \| Ano \| Final \| Final \| Final \| Semifinalistas \| Semifinalistas \| Número de participantes \| \| Ano \| Campeão \| Placares \| Vice \| 3.º lugar \| 4.º lugar \| Número de participantes \| \| ------------------------------------- \| ----------------- \| ----------------- \| ----------------- \| ---------------- \| ------------------- \| ----------------------- \| \| 2009 Detalhes \| São Raimundo-PA \| 2 – 3 2 – 1 \| Macaé \| Chapecoense \| Alecrim \| 39 \| \| 2010 Detalhes \| Guarany de Sobral \| [nota 1] \| Madureira \| Araguaína \| Joinville \| 40 \| \| 2011 Detalhes \| Tupi \| 1 – 0 2 – 0 \| Santa Cruz \| Cuiabá \| Oeste \| 40 \| \| 2012 Detalhes \| Sampaio Corrêa \| 1 – 1 2 – 0 \| CRAC \| Baraúnas \| Mogi Mirim \| 40 \| \| 2013 Detalhes \| Botafogo-PB \| 1 – 2 2 – 0 \| Juventude \| Tupi \| Salgueiro \| 40 \| \| 2014 Detalhes \| Tombense \| 0 – 0 4 – 2 (pen) \| Brasil de Pelotas \| Londrina \| Confiança \| 41 \| \| 2015 Detalhes \| Botafogo-SP \| 3 – 2 0 – 0 \| River-PI \| Remo \| Ypiranga de Erechim \| 40 \| \| 2016 Detalhes \| Volta Redonda \| 0 – 0 4 – 0 \| CSA \| São Bento \| Moto Club \| 68 \| \| 2017 Detalhes \| Operário-PR \| 5 – 0 0 – 1 \| Globo \| Atlético Acreano \| Juazeirense \| 68 \| \| 2018 Detalhes \| Ferroviário \| 3 – 0 0 – 1 \| Treze \| São José-RS \| Imperatriz \| 68 \| \| 2019 Detalhes \| Brusque \| 2 – 2 6 – 5 (pen) \| Manaus \| Ituano \| Jacuipense \| 68 \| \| 2020 Detalhes \| Mirassol \| 1 – 0 \| Floresta \| Novorizontino \| Altos \| 68 \| \| 2021 Detalhes \| Aparecidense \| 1 – 0 1 – 1 \| Campinense \| ABC \| Atlético Cearense \| 68 \| \| 2022 Detalhes \| América de Natal \| 2 – 0 0 – 1 \| Pouso Alegre \| Amazonas \| São Bernardo \| 64 \| \| 2023 Detalhes \| Ferroviário \| 0 – 0 2 – 1 \| Ferroviária \| Athletic \| Caxias \| 64 \| \| 2024 Detalhes \| Retrô \| 1 – 2 3 – 1 \| Anápolis \| Maringá \| Itabaiana \| 64 \| \| 2025 Detalhes \| Em disputa \| Em disputa \| Em disputa \| Em disputa \| Em disputa \| 64 \| \| Conquistou o título de forma invicta. \| \| \| \| \| \| \| |                   |                   |                   |                  |                     |                         |
| Ano | Final             | Final             | Final             | Semifinalistas   | Semifinalistas      | Número de participantes |
| Ano | Campeão           | Placares          | Vice              | 3.º lugar        | 4.º lugar           | Número de participantes |
| 2009 Detalhes | São Raimundo-PA   | 2 – 3 2 – 1       | Macaé             | Chapecoense      | Alecrim             | 39                      |
| 2010 Detalhes | Guarany de Sobral | [ nota 1 ]        | Madureira         | Araguaína        | Joinville           | 40                      |
| 2011 Detalhes | Tupi              | 1 – 0 2 – 0       | Santa Cruz        | Cuiabá           | Oeste               | 40                      |
| 2012 Detalhes | Sampaio Corrêa    | 1 – 1 2 – 0       | CRAC              | Baraúnas         | Mogi Mirim          | 40                      |
| 2013 Detalhes | Botafogo-PB       | 1 – 2 2 – 0       | Juventude         | Tupi             | Salgueiro           | 40                      |
| 2014 Detalhes | Tombense          | 0 – 0 4 – 2 (pen) | Brasil de Pelotas | Londrina         | Confiança           | 41                      |
| 2015 Detalhes | Botafogo-SP       | 3 – 2 0 – 0       | River-PI          | Remo             | Ypiranga de Erechim | 40                      |
| 2016 Detalhes | Volta Redonda     | 0 – 0 4 – 0       | CSA               | São Bento        | Moto Club           | 68                      |
| 2017 Detalhes | Operário-PR       | 5 – 0 0 – 1       | Globo             | Atlético Acreano | Juazeirense         | 68                      |
| 2018 Detalhes | Ferroviário       | 3 – 0 0 – 1       | Treze             | São José-RS      | Imperatriz          | 68                      |
| 2019 Detalhes | Brusque           | 2 – 2 6 – 5 (pen) | Manaus            | Ituano           | Jacuipense          | 68                      |
| 2020 Detalhes | Mirassol          | 1 – 0             | Floresta          | Novorizontino    | Altos               | 68                      |
| 2021 Detalhes | Aparecidense      | 1 – 0 1 – 1       | Campinense        | ABC              | Atlético Cearense   | 68                      |
| 2022 Detalhes | América de Natal  | 2 – 0 0 – 1       | Pouso Alegre      | Amazonas         | São Bernardo        | 64                      |
| 2023 Detalhes | Ferroviário       | 0 – 0 2 – 1       | Ferroviária       | Athletic         | Caxias              | 64                      |
| 2024 Detalhes | Retrô             | 1 – 2 3 – 1       | Anápolis          | Maringá          | Itabaiana           | 64                      |
| 2025 Detalhes | Em disputa        | Em disputa        | Em disputa        | Em disputa       | Em disputa          | 64                      |
| Conquistou o título de forma invicta. |                   |                   |                   |                  |                     |                         |

## Resultados

### Por clube

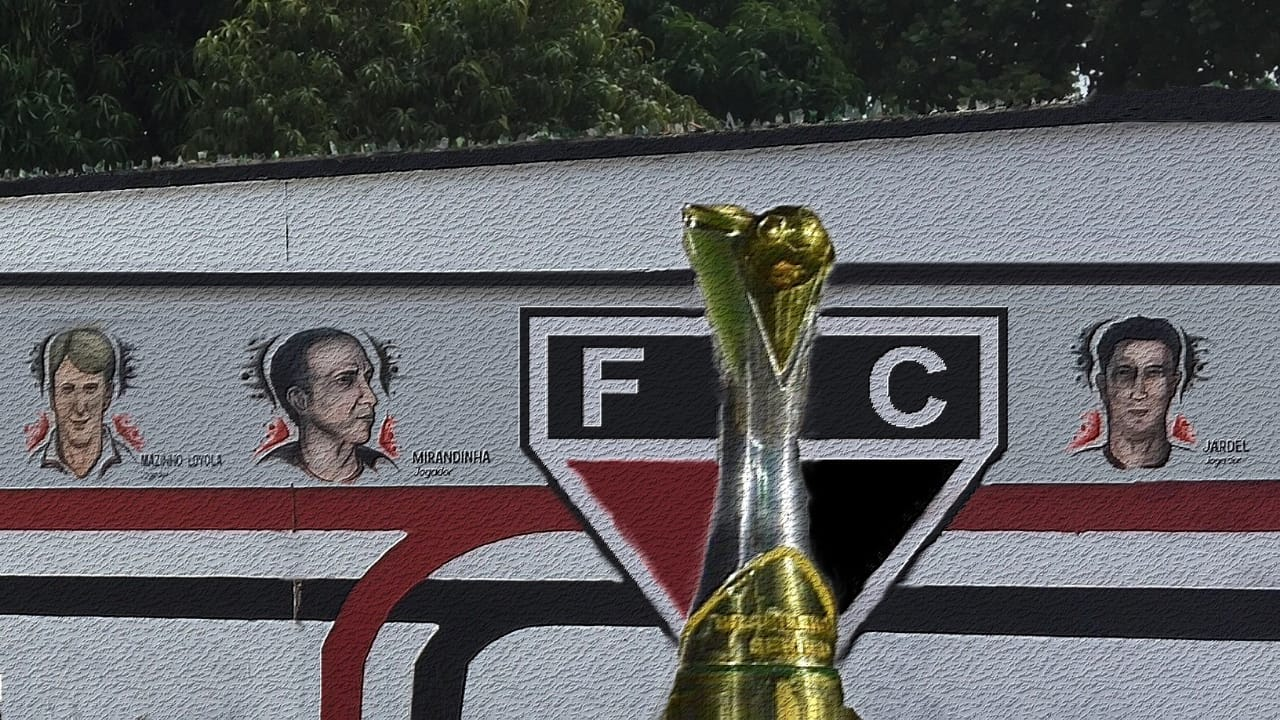
O troféu da Série D é destaque em pintura feita no muro da sede do Ferroviário, campeão em 2018 e em 2023

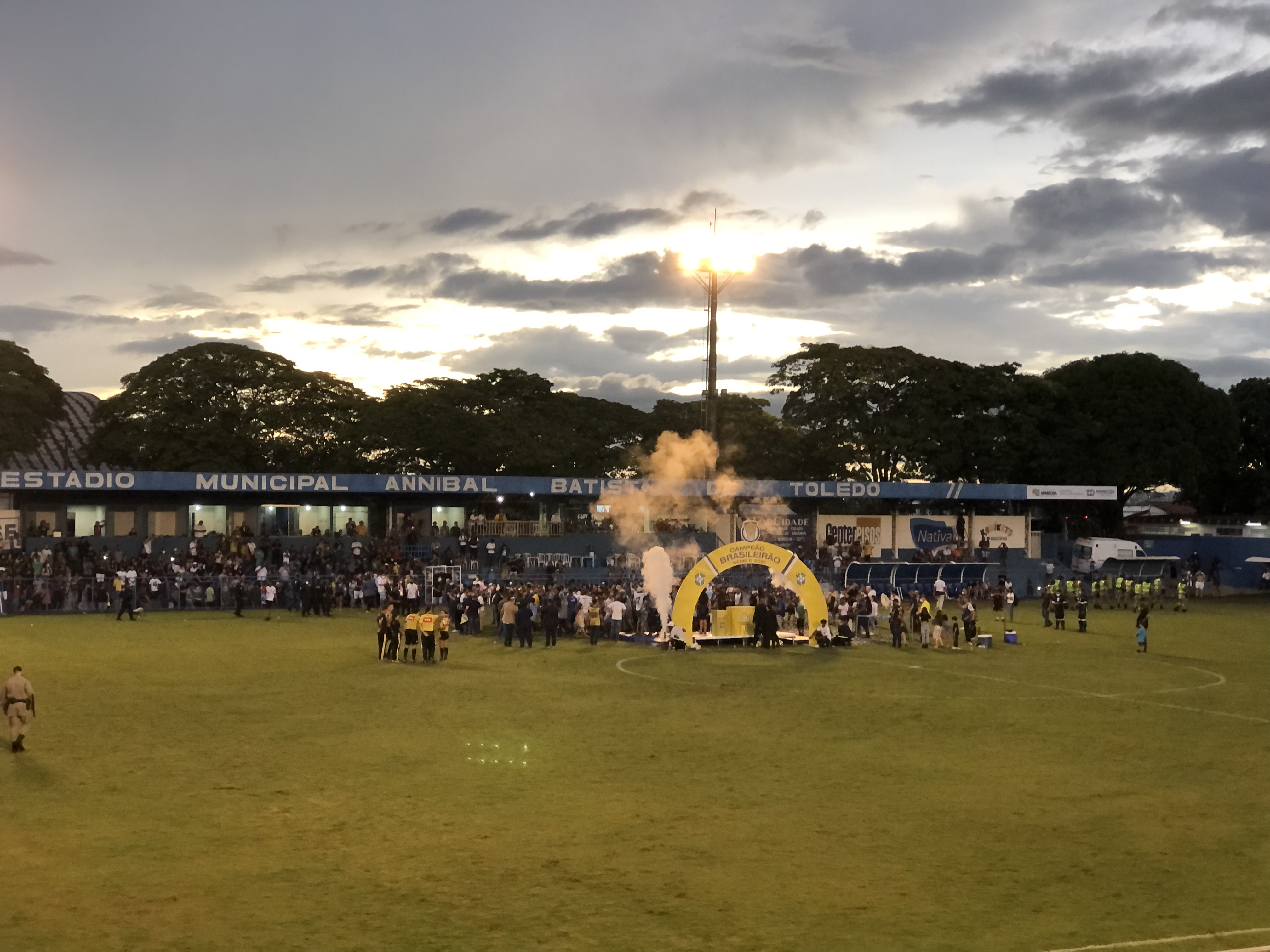
Comemoração do título da Aparecidense após a final da edição de 2021

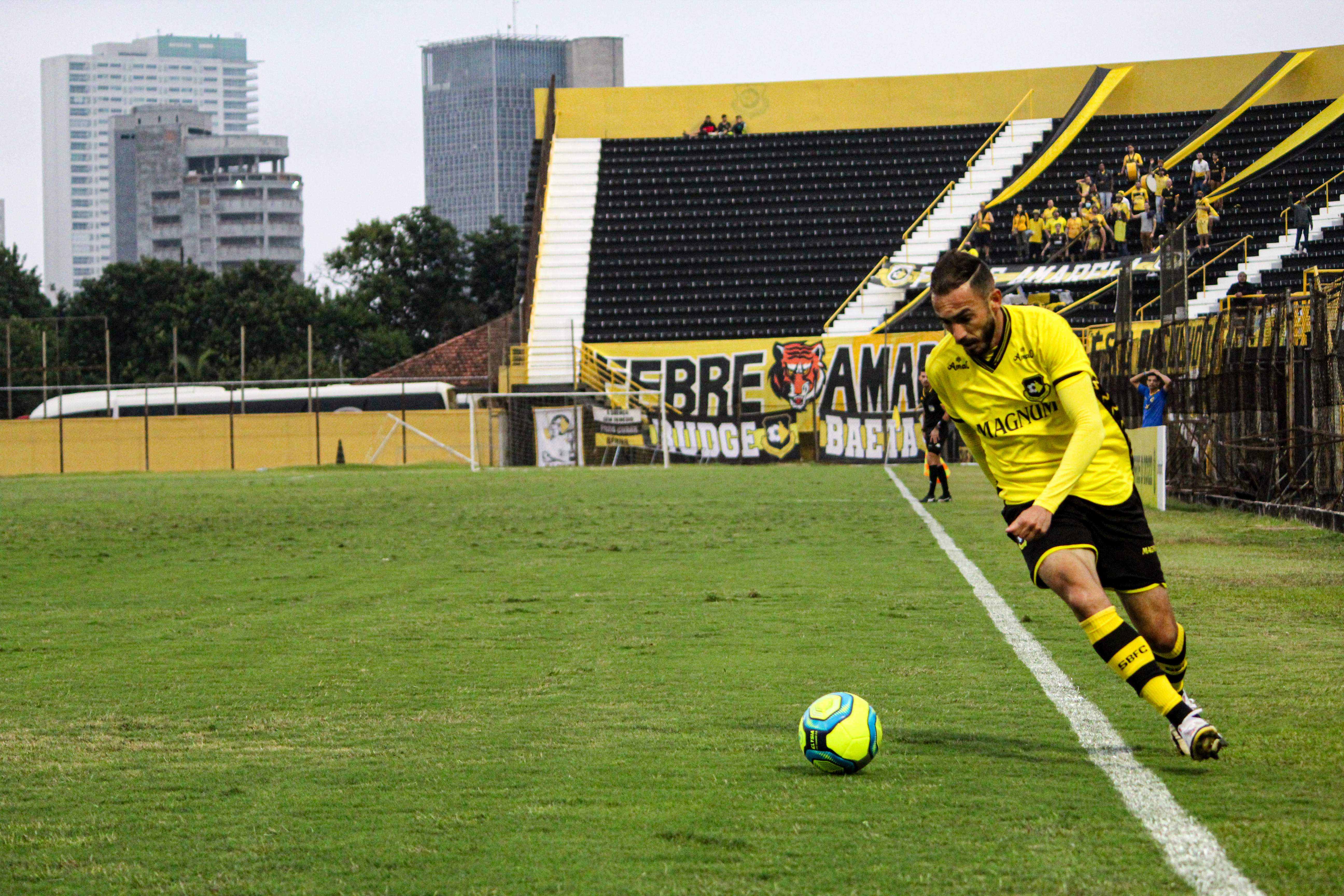
Jogador do São Bernardo em ação na Série D de 2022, ano em que o clube terminou na quarta colocação

| Clube | Títulos         | Vices    | 3º lugar | 4º lugar |
| --- | --------------- | -------- | -------- | -------- |
| Ferroviário | 2 (2018 e 2023) | 0        | 0        | 0        |
| Tupi | 1 (2011)        | 0        | 1 (2013) | 0        |
| São Raimundo-PA                                                                                                | 1 (2009)        | 0        | 0        | 0        |
| Guarany de Sobral                                                                                              | 1 (2010)        | 0        | 0        | 0        |
| Sampaio Corrêa                                                                                                 | 1 (2012)        | 0        | 0        | 0        |
| Botafogo-PB | 1 (2013)        | 0        | 0        | 0        |
| Tombense | 1 (2014)        | 0        | 0        | 0        |
| Botafogo-SP | 1 (2015)        | 0        | 0        | 0        |
| Volta Redonda                                                                                                  | 1 (2016)        | 0        | 0        | 0        |
| Operário-PR | 1 (2017)        | 0        | 0        | 0        |
| Brusque | 1 (2019)        | 0        | 0        | 0        |
| Mirassol | 1 (2020)        | 0        | 0        | 0        |
| Aparecidense                                                                                                   | 1 (2021)        | 0        | 0        | 0        |
| América de Natal                                                                                               | 1 (2022)        | 0        | 0        | 0        |
| Retrô | 1 (2024)        | 0        | 0        | 0        |
| Macaé | 0               | 1 (2009) | 0        | 0        |
| Madureira | 0               | 1 (2010) | 0        | 0        |
| Santa Cruz | 0               | 1 (2011) | 0        | 0        |
| CRAC | 0               | 1 (2012) | 0        | 0        |
| Juventude | 0               | 1 (2013) | 0        | 0        |
| Brasil de Pelotas                                                                                              | 0               | 1 (2014) | 0        | 0        |
| River-PI | 0               | 1 (2015) | 0        | 0        |
| CSA | 0               | 1 (2016) | 0        | 0        |
| Globo | 0               | 1 (2017) | 0        | 0        |
| Treze | 0               | 1 (2018) | 0        | 0        |
| Manaus | 0               | 1 (2019) | 0        | 0        |
| Floresta | 0               | 1 (2020) | 0        | 0        |
| Campinense | 0               | 1 (2021) | 0        | 0        |
| Pouso Alegre                                                                                                   | 0               | 1 (2022) | 0        | 0        |
| Ferroviária | 0               | 1 (2023) | 0        | 0        |
| Anápolis | 0               | 1 (2024) | 0        | 0        |
| Chapecoense | 0               | 0        | 1 (2009) | 0        |
| Araguaína | 0               | 0        | 1 (2010) | 0        |
| Cuiabá | 0               | 0        | 1 (2011) | 0        |
| Baraúnas | 0               | 0        | 1 (2012) | 0        |
| Londrina | 0               | 0        | 1 (2014) | 0        |
| Remo | 0               | 0        | 1 (2015) | 0        |
| São Bento | 0               | 0        | 1 (2016) | 0        |
| Atlético Acreano                                                                                               | 0               | 0        | 1 (2017) | 0        |
| São José-RS | 0               | 0        | 1 (2018) | 0        |
| Ituano | 0               | 0        | 1 (2019) | 0        |
| Novorizontino                                                                                                  | 0               | 0        | 1 (2020) | 0        |
| ABC | 0               | 0        | 1 (2021) | 0        |
| Amazonas | 0               | 0        | 1 (2022) | 0        |
| Athletic | 0               | 0        | 1 (2023) | 0        |
| Maringá | 0               | 0        | 1 (2024) | 0        |
| Alecrim | 0               | 0        | 0        | 1 (2009) |
| Joinville | 0               | 0        | 0        | 1 (2010) |
| Oeste | 0               | 0        | 0        | 1 (2011) |
| Mogi Mirim | 0               | 0        | 0        | 1 (2012) |
| Salgueiro | 0               | 0        | 0        | 1 (2013) |
| Confiança | 0               | 0        | 0        | 1 (2014) |
| Ypiranga de Erechim                                                                                            | 0               | 0        | 0        | 1 (2015) |
| Moto Club | 0               | 0        | 0        | 1 (2016) |
| Juazeirense | 0               | 0        | 0        | 1 (2017) |
| Imperatriz | 0               | 0        | 0        | 1 (2018) |
| Jacuipense | 0               | 0        | 0        | 1 (2019) |
| Altos | 0               | 0        | 0        | 1 (2020) |
| Atlético Cearense                                                                                              | 0               | 0        | 0        | 1 (2021) |
| São Bernardo                                                                                                   | 0               | 0        | 0        | 1 (2022) |
| Caxias | 0               | 0        | 0        | 1 (2023) |
| Itabaiana | 0               | 0        | 0        | 1 (2024) |
| Em caso de empate, os clubes estão dispostos em ordem cronológica dos resultados, seguido da ordem alfabética. |                 |          |          |          |

### Por cidade

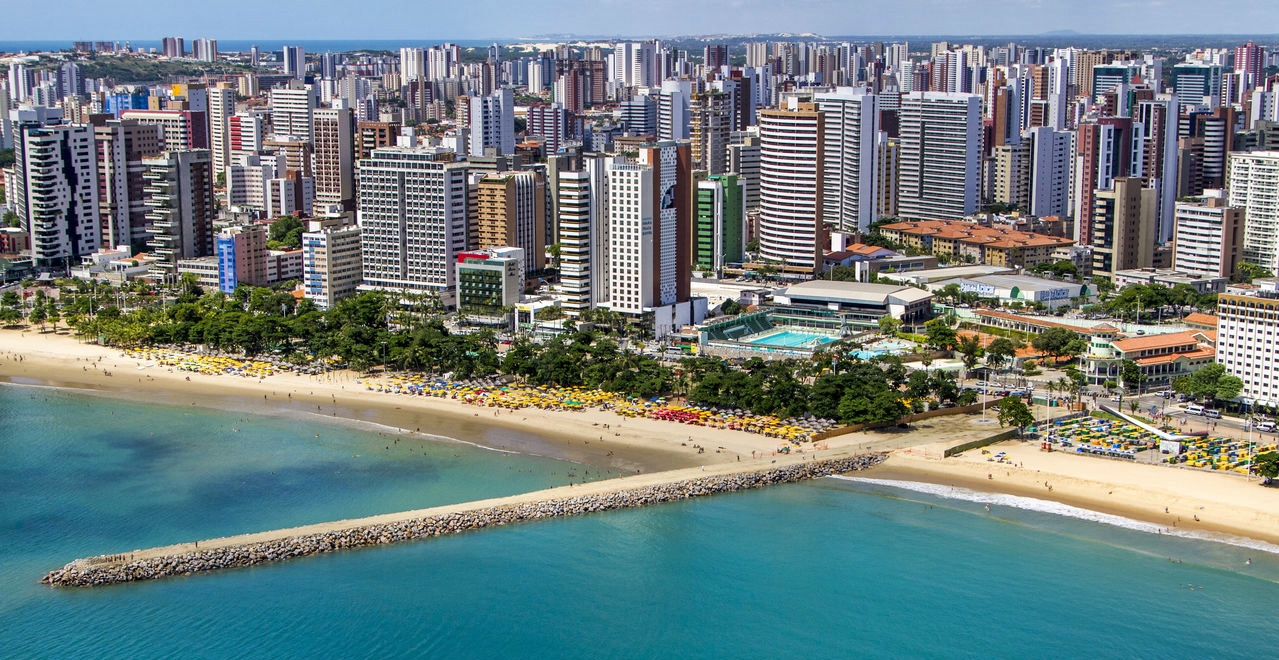
O município de Fortaleza detém o recorde de títulos na Série D, ambos do Ferroviário, além de ser a cidade com mais acessos à Série C, totalizando quatro promovidos

| Cidade               | Títulos | Equipes               |
| -------------------- | ------- | --------------------- |
| Fortaleza            | 2       | Ferroviário (2)       |
| Aparecida de Goiânia | 1       | Aparecidense (1)      |
| Brusque              | 1       | Brusque (1)           |
| Camaragibe           | 1       | Retrô (1)             |
| João Pessoa          | 1       | Botafogo-PB (1)       |
| Juiz de Fora         | 1       | Tupi (1)              |
| Mirassol             | 1       | Mirassol (1)          |
| Natal                | 1       | América de Natal (1)  |
| Ponta Grossa         | 1       | Operário-PR (1)       |
| Ribeirão Preto       | 1       | Botafogo-SP (1)       |
| Santarém             | 1       | São Raimundo-PA (1)   |
| São Luís             | 1       | Sampaio Corrêa (1)    |
| Sobral               | 1       | Guarany de Sobral (1) |
| Tombos               | 1       | Tombense (1)          |
| Volta Redonda        | 1       | Volta Redonda (1)     |

### Por federação
| Estado              | Títulos | Vices | 3º lugar | 4º lugar |
| ------------------- | ------- | ----- | -------- | -------- |
| Ceará               | 3       | 1     | 0        | 1        |
| São Paulo           | 2       | 1     | 3        | 3        |
| Minas Gerais        | 2       | 1     | 2        | 0        |
| Goiás               | 1       | 2     | 0        | 0        |
| Paraíba             | 1       | 2     | 0        | 0        |
| Rio de Janeiro      | 1       | 2     | 0        | 0        |
| Rio Grande do Norte | 1       | 1     | 2        | 1        |
| Pernambuco          | 1       | 1     | 0        | 1        |
| Paraná              | 1       | 0     | 2        | 0        |
| Santa Catarina      | 1       | 0     | 1        | 1        |
| Pará                | 1       | 0     | 1        | 0        |
| Maranhão            | 1       | 0     | 0        | 2        |
| Rio Grande do Sul   | 0       | 2     | 1        | 2        |
| Amazonas            | 0       | 1     | 1        | 0        |
| Piauí               | 0       | 1     | 0        | 1        |
| Alagoas             | 0       | 1     | 0        | 0        |
| Acre                | 0       | 0     | 1        | 0        |
| Mato Grosso         | 0       | 0     | 1        | 0        |
| Tocantins           | 0       | 0     | 1        | 0        |
| Bahia               | 0       | 0     | 0        | 2        |
| Sergipe             | 0       | 0     | 0        | 2        |

### Por região
| Região       | Títulos | Vices | 3º lugar | 4º lugar |
| ------------ | ------- | ----- | -------- | -------- |
| Nordeste     | 7       | 7     | 2        | 10       |
| Sudeste      | 5       | 4     | 5        | 3        |
| Sul          | 2       | 2     | 4        | 3        |
| Centro-Oeste | 1       | 2     | 1        | 0        |
| Norte        | 1       | 1     | 4        | 0        |

## Treinadores e capitães campeões

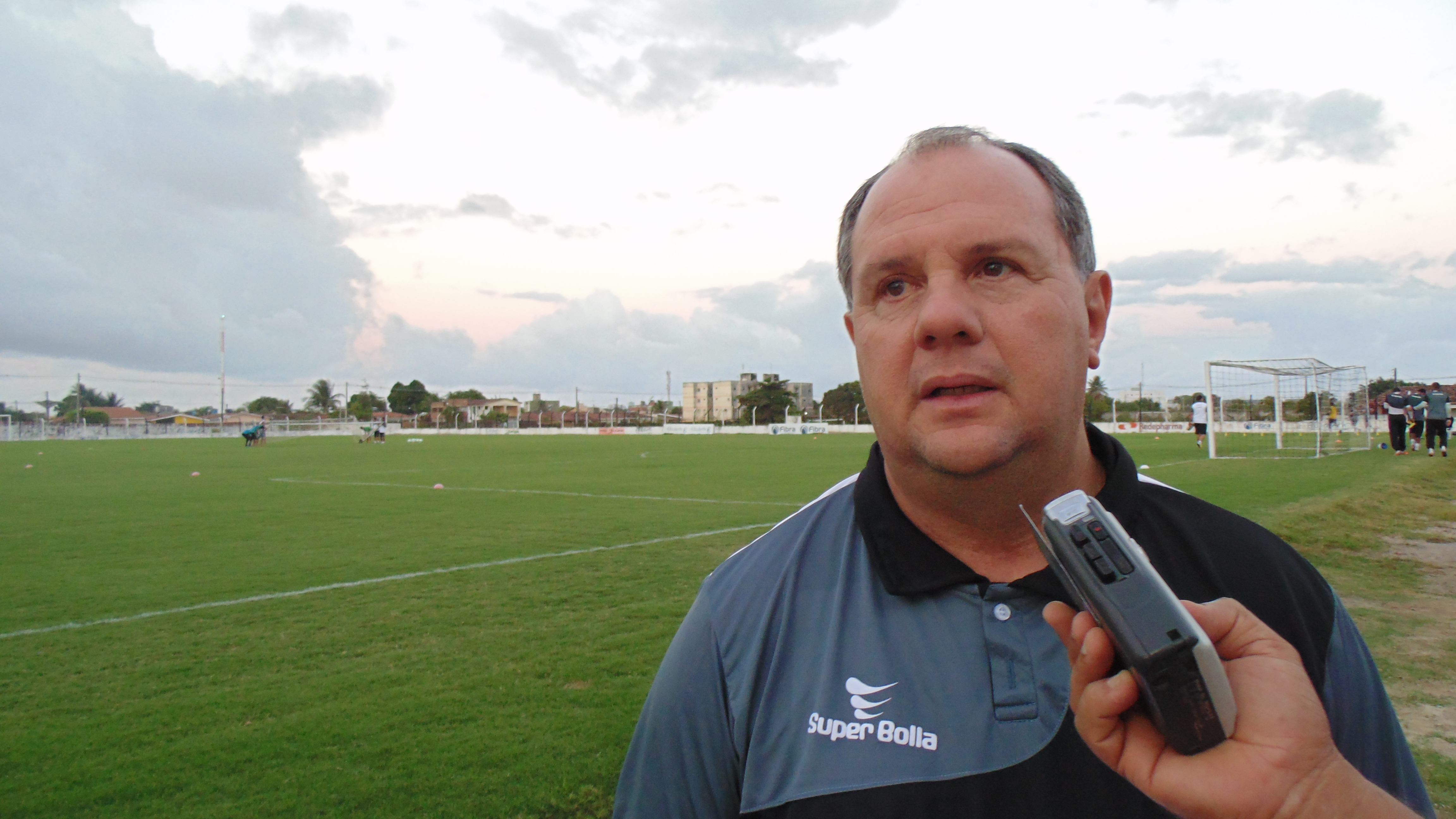
Marcelo Vilar é o único treinador que conquistou o título da Série D mais de uma vez

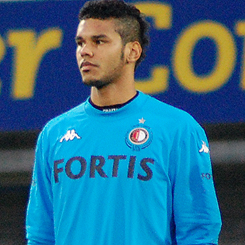
O arqueiro Darley é o único jogador a conquistar a Série D duas vezes como capitão

O cearense Marcelo Vilar é o técnico mais vencedor da Série D, o único a conquistar o título em duas ocasiões: primeiro com o Botafogo-PB, em 2013, e cinco anos depois com o Ferroviário, clube de sua cidade natal. Curiosamente, na grande decisão de 2018, ele enfrentou o Treze, à época comandado pelo também cearense Flávio Araújo, que já havia se sagrado campeão anteriormente com o Sampaio Corrêa. Araújo também foi vice-campeão com o River-PI, em 2015, totalizando três finais de Série D. Outro treinador que acumula mais de uma decisão da quarta divisão no currículo é Oliveira Canindé: igualmente natural do estado do Ceará, ele venceu a competição comandando o Guarany de Sobral, em 2010, e levou o CSA ao vice-campeonato seis temporadas depois.
Entre os capitães, destaque para o goleiro Darley, o único a levantar a taça da Série D duas vezes vestindo a braçadeira do time campeão: em 2014, com o Tombense, e também com o Retrô, dez anos depois. Outros dois nomes da lista somam dois títulos, porém apenas um deles como capitão do time campeão: o zagueiro Heitor, capitão do Mirassol em 2020, já havia sido campeão antes com o Tombense; assim como o zagueiro Wesley Matos, que foi campeão com o Tupi em 2011 e, dez anos depois, foi o capitão na campanha vitoriosa da Aparecidense.
| Ano  | Equipe            | Treinador          | Capitão          | Ref.            |
| ---- | ----------------- | ------------------ | ---------------- | --------------- |
| 2009 | São Raimundo-PA   | Lúcio Santarém     | Trindade         | [ 92 ]          |
| 2010 | Guarany de Sobral | Oliveira Canindé   | Junior Alves     | [ 93 ] [ 94 ]   |
| 2011 | Tupi              | Ricardo Drubscky   | Sílvio           | [ 95 ] [ 96 ]   |
| 2012 | Sampaio Corrêa    | Flávio Araújo      | Arlindo Maracanã | [ 97 ] [ 98 ]   |
| 2013 | Botafogo-PB       | Marcelo Vilar      | Lenílson         | [ 99 ] [ 100 ]  |
| 2014 | Tombense          | Eugênio Souza      | Darley           | [ 72 ]          |
| 2015 | Botafogo-SP       | Marcelo Veiga      | César Gaúcho     | [ 101 ] [ 102 ] |
| 2016 | Volta Redonda     | Felipe Surian      | Mota             | [ 103 ] [ 104 ] |
| 2017 | Operário-PR       | Gerson Gusmão      | Chicão           | [ 105 ] [ 106 ] |
| 2018 | Ferroviário       | Marcelo Vilar      | Leanderson       | [ 107 ] [ 108 ] |
| 2019 | Brusque           | Waguinho Dias      | Zé Carlos        | [ 77 ] [ 109 ]  |
| 2020 | Mirassol          | Eduardo Baptista   | Heitor           | [ 110 ] [ 111 ] |
| 2021 | Aparecidense      | Thiago Carvalho    | Wesley Matos     | [ 112 ] [ 113 ] |
| 2022 | América de Natal  | Leandro Sena       | Jean Pierre      | [ 82 ] [ 114 ]  |
| 2023 | Ferroviário       | Paulinho Kobayashi | Ciel             | [ 115 ] [ 116 ] |
| 2024 | Retrô             | Itamar Schülle     | Darley           | [ 117 ] [ 89 ]  |

## Participações

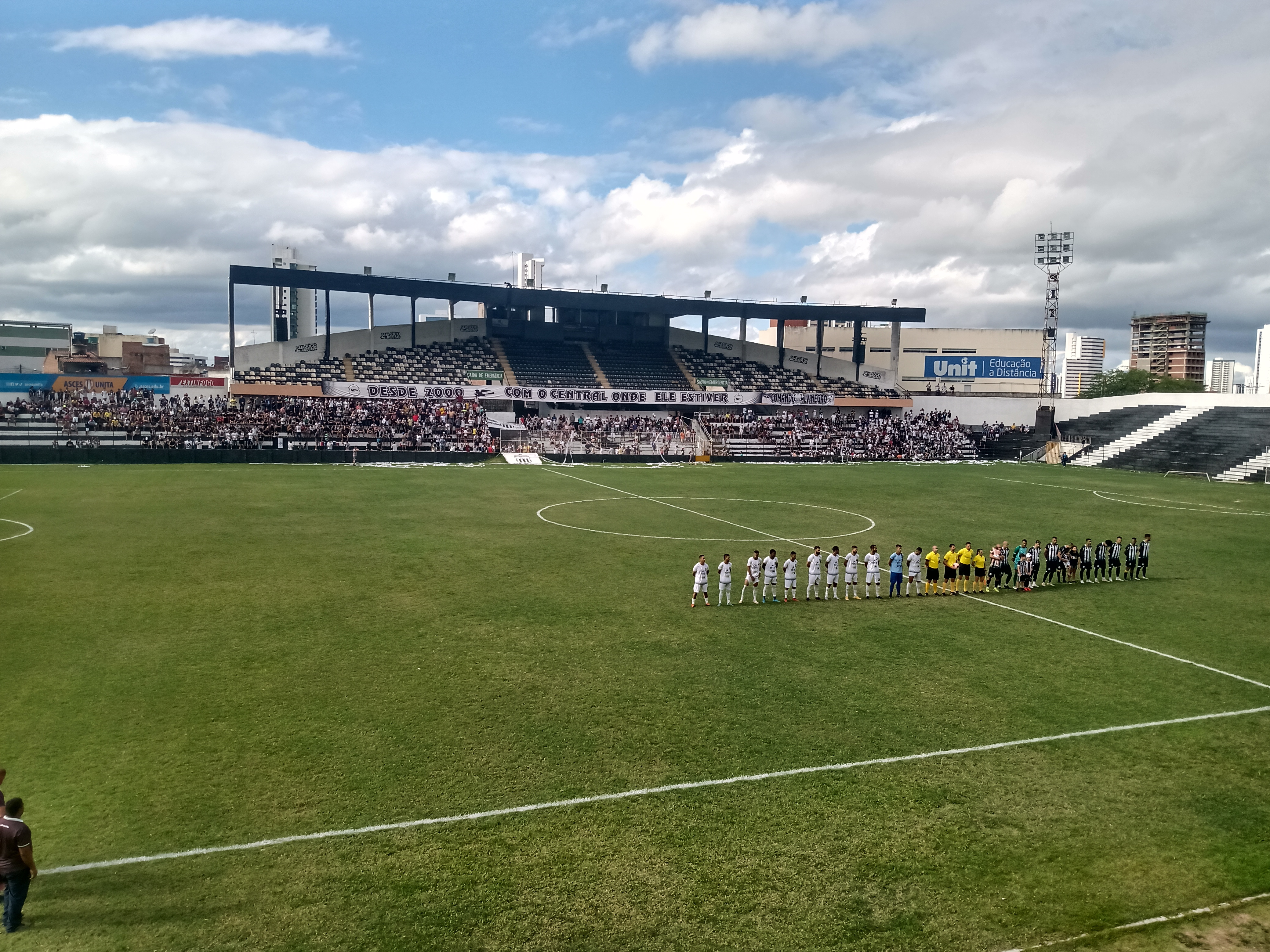
Estádio Lacerdão, em Caruaru, durante jogo do Central, equipe com mais participações na Série D

O Central é a agremiação recordista em participações na Série D, tendo ficado de fora apenas de cinco edições, em 2011, 2012, 2022, 2023 e 2024. Da mesma forma, a Patativa também detém o recorde de time com o maior número de participações consecutivas na quarta divisão, com nove (de 2013 a 2021).
Ao todo, 26 clubes que já foram campeões de outra divisão nacional já disputaram a Série D: Brasiliense, Joinville, Sampaio Corrêa e Tuna Luso entram na contagem tanto como campeões da Série B como da Série C. Outros nove campeões da segunda divisão em algum momento disputaram a Série D, assim como outros 13 vencedores da Série C. Até hoje, nenhuma equipe campeã da Série A participou da última divisão do futebol brasileiro.[carece de fontes?]
A seguir, os 20 clubes que mais participaram da Série D do Campeonato Brasileiro (de 2009 a 2025):[carece de fontes?]
Em negrito os participantes da edição de 2025.
| Clube                                                                                                 | Participações | Temporadas                                     | Títulos | P |
| --- | ------------- | ---------------------------------------------- | ------- | - |
| Central                                                                                               | 12            | 2009–2010, 2013–2021 e 2025                    | 0       | 0 |
| Sergipe                                                                                               | 11            | 2009, 2013, 2016–2019 e 2021–2025              | 0       | 0 |
| Campinense                                                                                            | 10            | 2012, 2014–2021 e 2023                         | 0       | 1 |
| Aparecidense                                                                                          | 10            | 2012–2013, 2015–2021 e 2025                    | 1       | 1 |
| Rio Branco-AC                                                                                         | 9             | 2014–2020, 2022 e 2024                         | 0       | 0 |
| Moto Club                                                                                             | 9             | 2009, 2014, 2016 e 2018–2022 e 2024            | 0       | 1 |
| São Raimundo-RR                                                                                       | 9             | 2014 e 2017–2024                               | 0       | 0 |
| Metropolitano                                                                                         | 8             | 2010–2017                                      | 0       | 0 |
| Santos-AP                                                                                             | 8             | 2012 e 2014–2020                               | 0       | 0 |
| Caldense                                                                                              | 8             | 2015–2022                                      | 0       | 0 |
| Nacional-AM                                                                                           | 8             | 2009, 2011, 2013, 2015–2016, 2018, 2020 e 2023 | 0       | 0 |
| Itabaiana                                                                                             | 8             | 2012, 2016–2021 e 2024                         | 0       | 1 |
| Brasiliense                                                                                           | 8             | 2014 e 2018–2024                               | 0       | 0 |
| Treze                                                                                                 | 8             | 2009–2011, 2015, 2018, 2021 e 2024–2025        | 0       | 2 |
| Ceilândia                                                                                             | 8             | 2010, 2012, 2016–2018, 2022–2023 e 2025        | 0       | 0 |
| Cianorte                                                                                              | 8             | 2011–2012, 2018–2019, 2021–2022 e 2024–2025    | 0       | 0 |
| Tocantinópolis                                                                                        | 8             | 2011, 2016 e 2020–2025                         | 0       | 0 |
| Sousa                                                                                                 | 8             | 2012, 2016–2017 e 2021–2025                    | 0       | 0 |
| Juazeirense                                                                                           | 8             | 2013, 2016–2017, 2019, 2021–2022 e 2024–2025   | 0       | 1 |
| América de Natal                                                                                      | 8             | 2017–2022 e 2024–2025                          | 1       | 1 |
| Em caso de igualdade na quantidade, os clubes estão dispostos em ordem cronológica das participações. |               |                                                |         |   |

### Campeões daSérie Bque participaram da Série D
Em negrito, os clubes participantes da edição de 2025. Em itálico, ano em que o clube em questão foi o campeão da Série D.[carece de fontes?]
| Clube                                                                                                 | Participações na Série D                            |
| --- | --------------------------------------------------- |
| Brasiliense                                                                                           | 8 (2014, 2018, 2019, 2020, 2021, 2022, 2023 e 2024) |
| Villa Nova                                                                                            | 7 (2011, 2013, 2014, 2015, 2016, 2017 e 2020)       |
| Joinville                                                                                             | 5 (2010, 2019, 2020, 2021 e 2025)                   |
| Inter de Limeira                                                                                      | 5 (2021, 2022, 2023, 2024 e 2025)                   |
| Gama                                                                                                  | 4 (2011, 2015, 2020 e 2021)                         |
| Sampaio Corrêa                                                                                        | 4 (2010, 2011, 2012 e 2025)                         |
| Uberlândia                                                                                            | 4 (2009, 2018, 2021 e 2025)                         |
| Juventude                                                                                             | 3 (2011, 2012 e 2013)                               |
| Londrina                                                                                              | 3 (2009, 2013 e 2014)                               |
| Portuguesa                                                                                            | 3 (2017, 2021 e 2025)                               |
| Tuna Luso                                                                                             | 3 (2022, 2023 e 2025)                               |
| Chapecoense                                                                                           | 1 (2009)                                            |
| Paraná                                                                                                | 1 (2022)                                            |
| Em caso de igualdade na quantidade, os clubes estão dispostos em ordem cronológica das participações. |                                                     |

### Campeões daSérie Cque participaram da Série D
Em negrito, os clubes participantes da edição de 2025. Em itálico, ano em que o clube em questão foi o campeão da Série D.[carece de fontes?]
| Clube                                                                                                 | Participações na Série D                            |
| --- | --------------------------------------------------- |
| Brasiliense                                                                                           | 8 (2014, 2018, 2019, 2020, 2021, 2022, 2023 e 2024) |
| Santa Cruz                                                                                            | 6 (2009, 2010, 2011, 2022, 2023 e 2025)             |
| CSA                                                                                                   | 5 (2009, 2010, 2012, 2013 e 2016)                   |
| Ituano                                                                                                | 5 (2009, 2014, 2016, 2017 e 2019)                   |
| Mirassol                                                                                              | 5 (2009, 2010, 2012, 2018 e 2020)                   |
| Joinville                                                                                             | 5 (2010, 2019, 2020, 2021 e 2025)                   |
| Remo                                                                                                  | 4 (2010, 2012, 2014 e 2015)                         |
| Volta Redonda                                                                                         | 4 (2011, 2012, 2015 e 2016)                         |
| Operário-PR                                                                                           | 4 (2010, 2011, 2015 e 2017)                         |
| Sampaio Corrêa                                                                                        | 4 (2010, 2011, 2012 e 2025)                         |
| Oeste                                                                                                 | 3 (2010, 2011 e 2022)                               |
| Tuna Luso                                                                                             | 3 (2022, 2023 e 2025)                               |
| Macaé                                                                                                 | 2 (2009 e 2018)                                     |
| ABC                                                                                                   | 2 (2020 e 2021)                                     |
| XV de Piracicaba                                                                                      | 2 (2017 e 2023)                                     |
| Paulista                                                                                              | 1 (2009)                                            |
| Boa Esporte                                                                                           | 1 (2021)                                            |
| Amazonas                                                                                              | 1 (2022)                                            |
| Em caso de igualdade na quantidade, os clubes estão dispostos em ordem cronológica das participações. |                                                     |

## Artilheiros

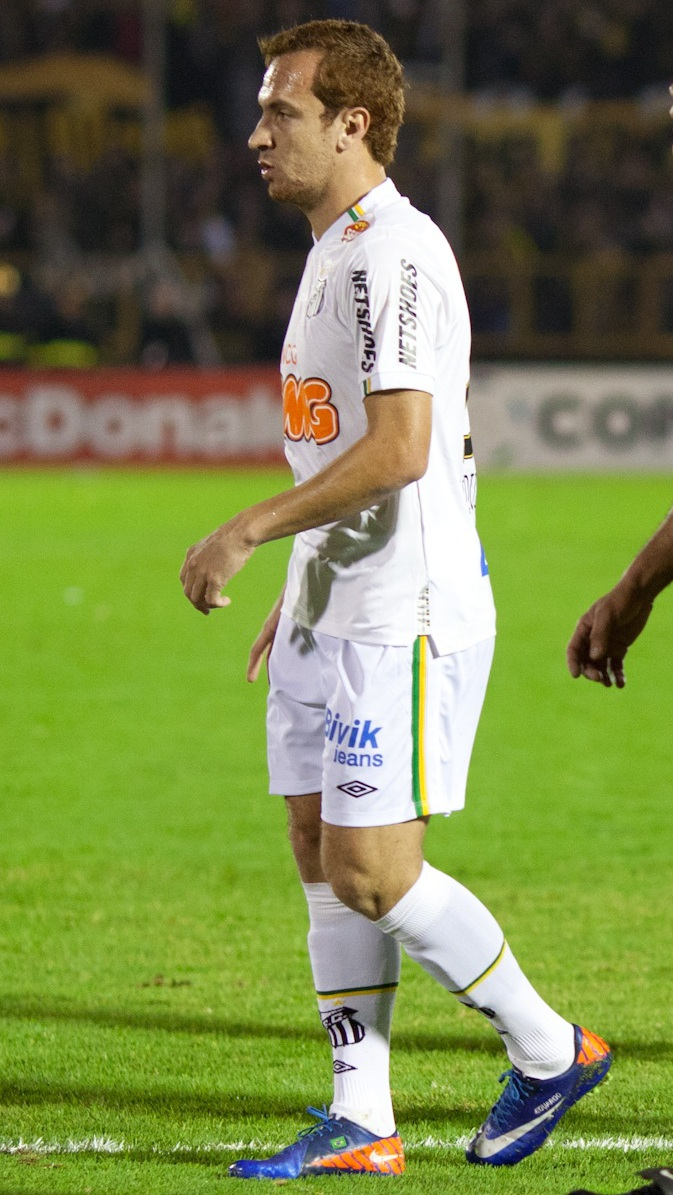
Com passagens por grandes clubes do futebol brasileiro, o atacante Zé Love foi um dos artilheiros da edição de 2020 pelo Brasiliense

Ao todo, 20 jogadores já foram artilheiros de uma edição de Série D, uma vez que em quatro ocasiões a artilharia terminou empatada por dois atletas. O maior goleador de uma única temporada é Eron, que anotou 14 gols na campanha do acesso do Caxias em 2023.
Somando todas as edições da quarta divisão, quem detém o recorde de maior número de gols é Aleílson: o atacante defendeu o Trem e o Imperatriz na atual edição e, ao todo, acumula 40 gols na Série D, jogando por sete times diferentes em onze temporadas.

### Por edição
A lista abaixo contempla os artilheiros de cada edição da Série D:
| Ano  | Artilheiro(s)                | Clube(s)                              | Gols |
| ---- | ---------------------------- | ------------------------------------- | ---- |
| 2009 | Michell Parintins            | São Raimundo-PA                       | 10   |
| 2010 | Danilo Pitbull               | Guarany de Sobral                     | 11   |
| 2011 | Fernando Marcinho Beija-Flor | Cuiabá Oeste                          | 11   |
| 2012 | Nino Guerreiro               | CRAC                                  | 13   |
| 2013 | Ademilson                    | Tupi                                  | 12   |
| 2014 | Nena                         | Brasil de Pelotas                     | 8    |
| 2015 | Jô                           | São Caetano                           | 12   |
| 2016 | Manoel                       | Altos                                 | 10   |
| 2017 | Eduardo Weverton             | Atlético Acreano Princesa do Solimões | 9    |
| 2018 | Édson Cariús                 | Ferroviário                           | 11   |
| 2019 | Júnior Pirambu               | Brusque                               | 10   |
| 2020 | Wallace Pernambucano Zé Love | América de Natal Brasiliense          | 12   |
| 2021 | Gabriel Santos               | Caldense                              | 13   |
| 2022 | Ítalo Rafael Tavares         | Amazonas                              | 11   |
| 2023 | Eron                         | Caxias                                | 14   |
| 2024 | Thiaguinho                   | Treze                                 | 10   |

### Maiores artilheiros
A lista abaixo contempla os doze maiores artilheiros da Série D de todos os tempos, considerando todas as edições de 2009 a 2025:
Em negrito os jogadores participantes da edição de 2025.
| Nº | Jogador              | Período                     | Gols | Último clube na Série D |
| -- | -------------------- | --------------------------- | ---- | ----------------------- |
| 1  | Aleílson             | 2013, 2015–2019, 2021–2025  | 40   | Imperatriz (2025)       |
| 2  | Manoel               | 2016–2020, 2024–2025        | 35   | Manauara (2025)         |
| 3  | Alex Henrique        | 2013, 2018–2021, 2024–2025  | 33   | Goiatuba (2025)         |
| 4  | Romarinho            | 2017–2025                   | 32   | Ceilândia (2025)        |
| 5  | Wallace Pernambucano | 2014, 2020, 2022, 2024–2025 | 30   | Capital-DF (2025)       |
| 6  | Marcelo Toscano      | 2023–2025                   | 28   | ASA (2025)              |
| 7  | Nonato               | 2011–2016, 2018–2019        | 26   | Aparecidense (2019)     |
| 8  | Gilvan               | 2014–2019, 2021, 2023–2025  | 25   | Mixto (2025)            |
| 9  | Leandro Cearense     | 2010, 2013–2014, 2019–2024  | 24   | Cametá (2024)           |
| 10 | Ciel                 | 2020, 2023, 2025            | 23   | Ferroviário (2025)      |
| 10 | Everson Bilau        | 2016–2017, 2019–2024        | 23   | Tocantinópolis (2024)   |
| 10 | Thiago Alagoano      | 2015, 2019, 2024–2025       | 23   | ASA (2025)              |

## Estatísticas

### Públicos

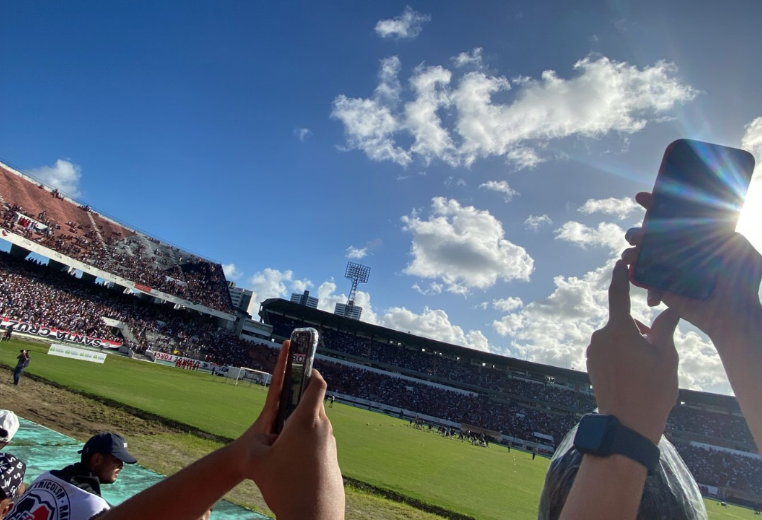
Estádio do Arruda durante o empate sem gols entre Santa Cruz e Tocantinópolis pela edição de 2022, com público de 40.496 presentes

De uma maneira geral, a Série D é marcada por uma baixa presença de torcedores nos estádios. A única vez que o torneio teve uma média de público superior a 3 mil pagantes por jogo foi na edição de 2011: neste ano, foram 3.280 espectadores por partida, número alavancado pela campanha do acesso do Santa Cruz, que registrou nesta temporada os dois maiores públicos da história da quarta divisão.
O clube pernambucano, inclusive, ostenta os quatro maiores públicos da Série D e é o responsável por oito dentre os dez jogos com maior número de torcedores. Mais duas equipes aparecem como mandantes na lista dos dez maiores públicos da quarta divisão: Manaus e River-PI.
O Santinha também possui as maiores médias de público em cinco edições da Série D, incluindo a maior de todos os tempos na temporada inaugural, em 2009: eliminado na primeira fase, o time do Recife disputou apenas três jogos em casa naquele ano, registrando média de 38.246 torcedores por partida.
Por outro lado, a edição de 2024 registrou a menor média geral, com apenas 956 pagantes por partida, marcando a primeira vez em que a Série D teve média de público inferior a mil pagantes. Em duas ocasiões na história da competição, sem considerar partidas com portões fechados, o público da partida foi zero, sem nenhum torcedor pagante ou presente, mesmo com ingressos disponíveis para venda. Em 2022, sem poder jogar a última rodada da primeira fase no Estádio Mirandão, em sua cidade-sede, o Crato levou o jogo contra o Retrô para o município de Barbalha, a cerca de 20 km de distância. Com o time mandante já eliminado e o visitante já garantido em primeiro lugar do grupo, nenhum torcedor compareceu ao Inaldão, palco do confronto, conforme aponta o borderô da partida. Em 2023, houve uma situação semelhante: já eliminado na última rodada da fase inicial, o Real Ariquemes recebeu o Anápolis, já classificado. De acordo com o boletim financeiro do confronto, nenhum torcedor adquiriu ingresso ou compareceu à partida, disputada no Estádio Valerião, no Vale do Jamari, região do interior de Rondônia. Na edição de 2024, quatro partidas do Patrocinense também tiveram o público pagante zerado, porém, ao contrário dos outros jogos mencionados, contaram com torcedores que entraram sem pagar. Foi o terceiro ano seguido em que pelo menos uma partida da Série D não teve pagantes.
Maiores públicos
Estes são os dez maiores públicos presentes da história da Série D:

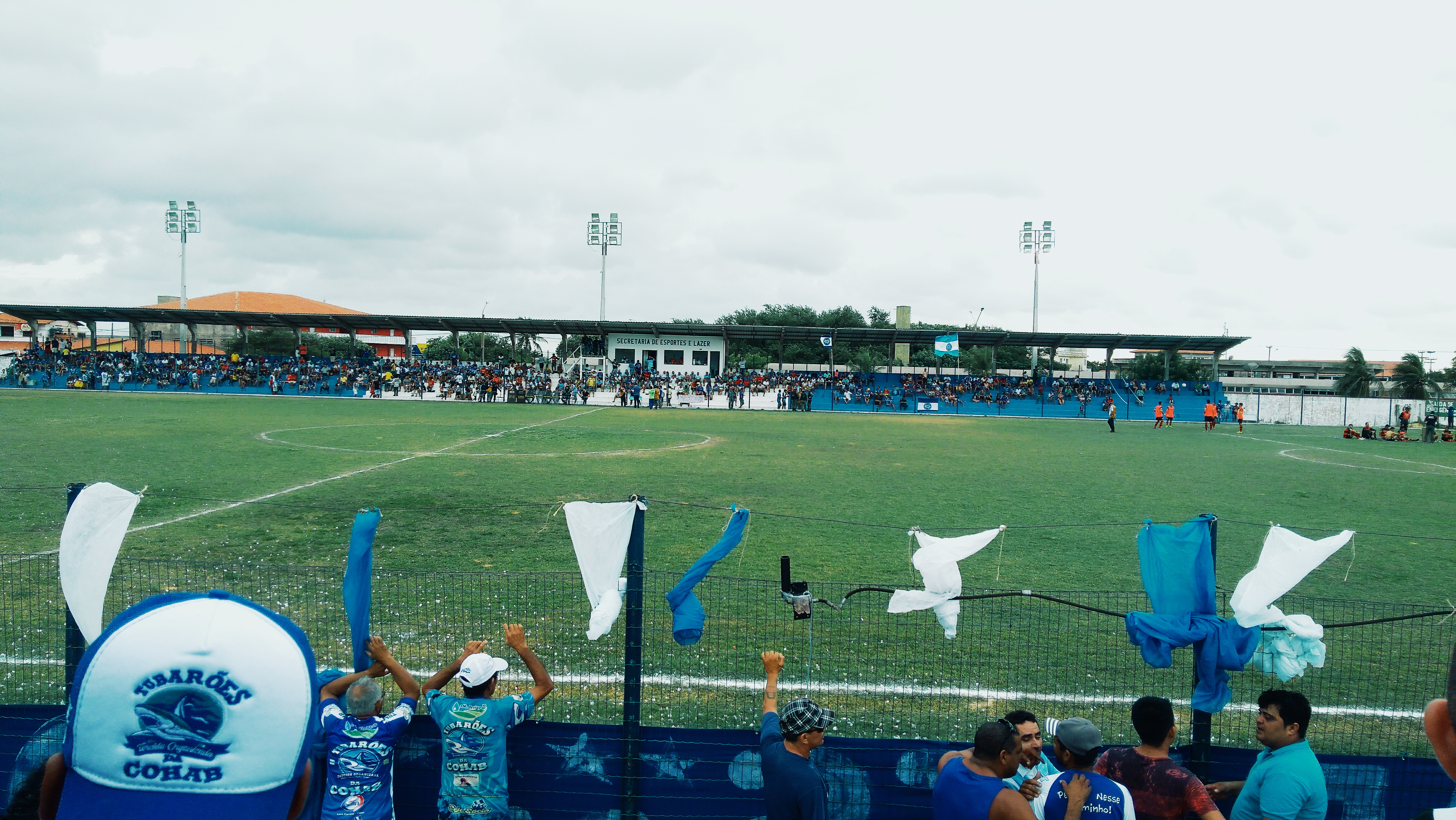
Torcida do Parnahyba em duelo da Série D de 2017 diante do Guarani de Juazeiro

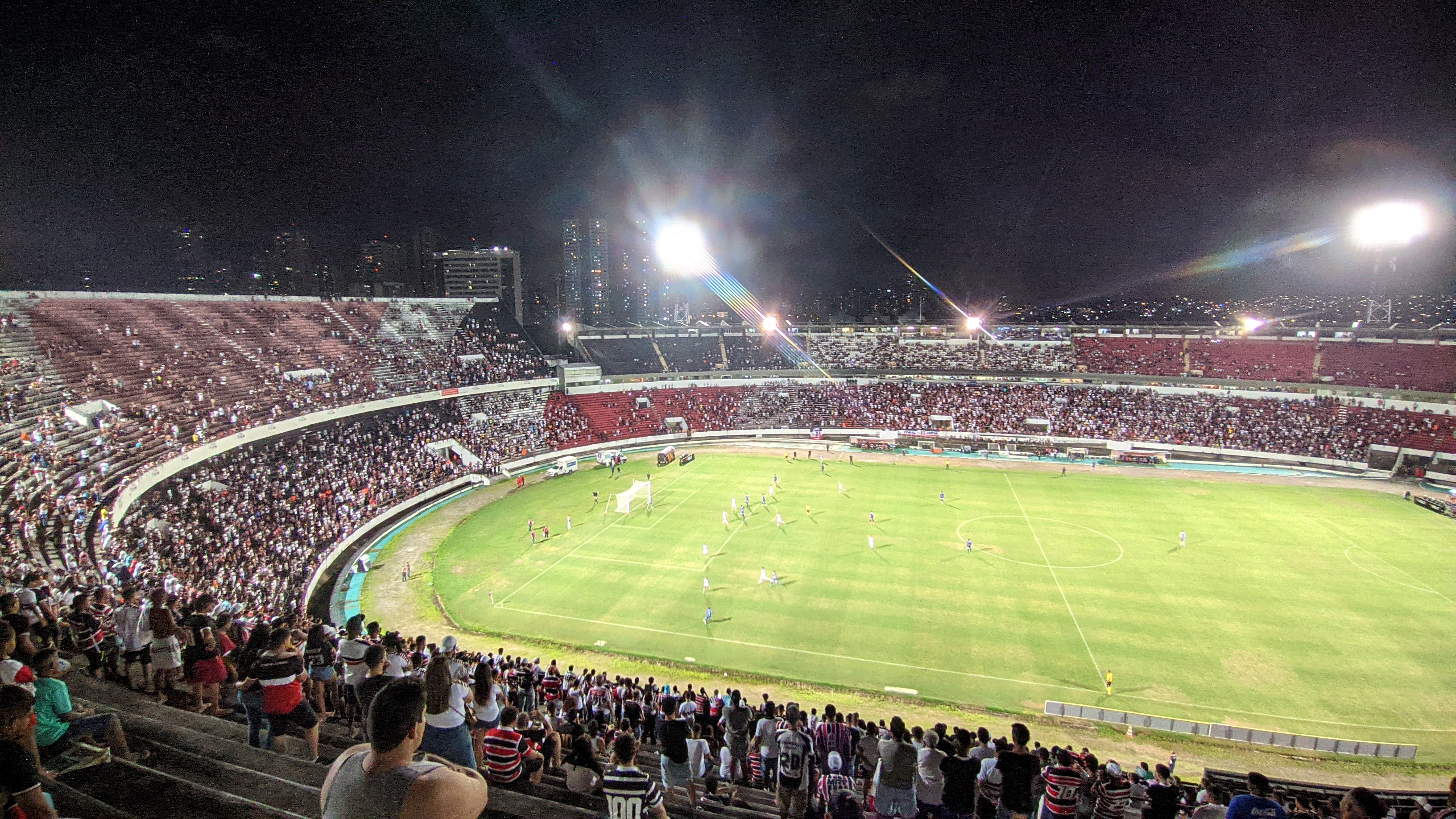
Jogo entre Santa Cruz e Globo pela Série D de 2023: time pernambucano teve a melhor média de público da Série D pela quinta vez na história

| Nº | Público | Mandante   | Placar | Visitante           | Estádio             | Data           | Ano  | Ref.    |
| -- | ------- | ---------- | ------ | ------------------- | ------------------- | -------------- | ---- | ------- |
| 1  | 59 966  | Santa Cruz | 0–0    | Treze               | Arruda              | 16 de outubro  | 2011 | [ 130 ] |
| 2  | 54 815  | Santa Cruz | 0–2    | Tupi                | Arruda              | 20 de novembro | 2011 | [ 68 ]  |
| 3  | 50 897  | Santa Cruz | 4–3    | Guarany de Sobral   | Arruda              | 5 de setembro  | 2010 | [ 144 ] |
| 4  | 45 007  | Santa Cruz | 2–2    | Central             | Arruda              | 11 de julho    | 2009 | [ 145 ] |
| 5  | 44 896  | Manaus     | 2–2    | Brusque             | Arena da Amazônia   | 18 de agosto   | 2019 | [ 131 ] |
| 6  | 44 642  | Santa Cruz | 1–0    | Coruripe            | Arruda              | 25 de setembro | 2011 | [ 146 ] |
| 7  | 42 653  | Santa Cruz | 1–1    | Altos               | Arena de Pernambuco | 18 de agosto   | 2025 | [ 147 ] |
| 8  | 42 584  | Santa Cruz | 0–0    | Guarani de Juazeiro | Arruda              | 24 de julho    | 2011 | [ 148 ] |
| 9  | 42 004  | River-PI   | 0–0    | Botafogo-SP         | Albertão            | 14 de novembro | 2015 | [ 132 ] |
| 10 | 40 496  | Santa Cruz | 0–0    | Tocantinópolis      | Arruda              | 7 de agosto    | 2022 | [ 128 ] |

Médias de público
| Ano  | Média geral | Clube com a maior média de público | Maior média de público | Ref.      |
| ---- | ----------- | ---------------------------------- | ---------------------- | --------- |
| 2009 | 2 580       | Santa Cruz                         | 38 246                 | [ 133 ]   |
| 2010 | 2 730       | Santa Cruz                         | 30 243                 | [ 149 ]   |
| 2011 | 3 280       | Santa Cruz                         | 36 916                 | [ 150 ]   |
| 2012 | 2 333       | Sampaio Corrêa                     | 19 247                 | [ 151 ]   |
| 2013 | 1 832       | Salgueiro                          | 8 095                  | [ 152 ]   |
| 2014 | 1 897       | Central                            | 7 676                  | [ 153 ]   |
| 2015 | 2 662       | Remo                               | 15 394                 | [ 154 ]   |
| 2016 | 1 631       | CSA                                | 8 945                  | [ 155 ]   |
| 2017 | 1 159       | América de Natal                   | 8 094                  | [ 156 ]   |
| 2018 | 1 184       | Treze                              | 4 827                  | [ 157 ]   |
| 2019 | 1 219       | Manaus                             | 10 594                 | [ 158 ]   |
| 2020 | Não houve   | Não houve                          | Não houve              | Não houve |
| 2021 | 2 023       | ABC                                | 5 324                  | [ 161 ]   |
| 2022 | 1 417       | Santa Cruz                         | 15 573                 | [ 162 ]   |
| 2023 | 1 058       | Santa Cruz                         | 14 535                 | [ 163 ]   |
| 2024 | 956         | América de Natal                   | 6 595                  | [ 134 ]   |

### Maiores goleadas

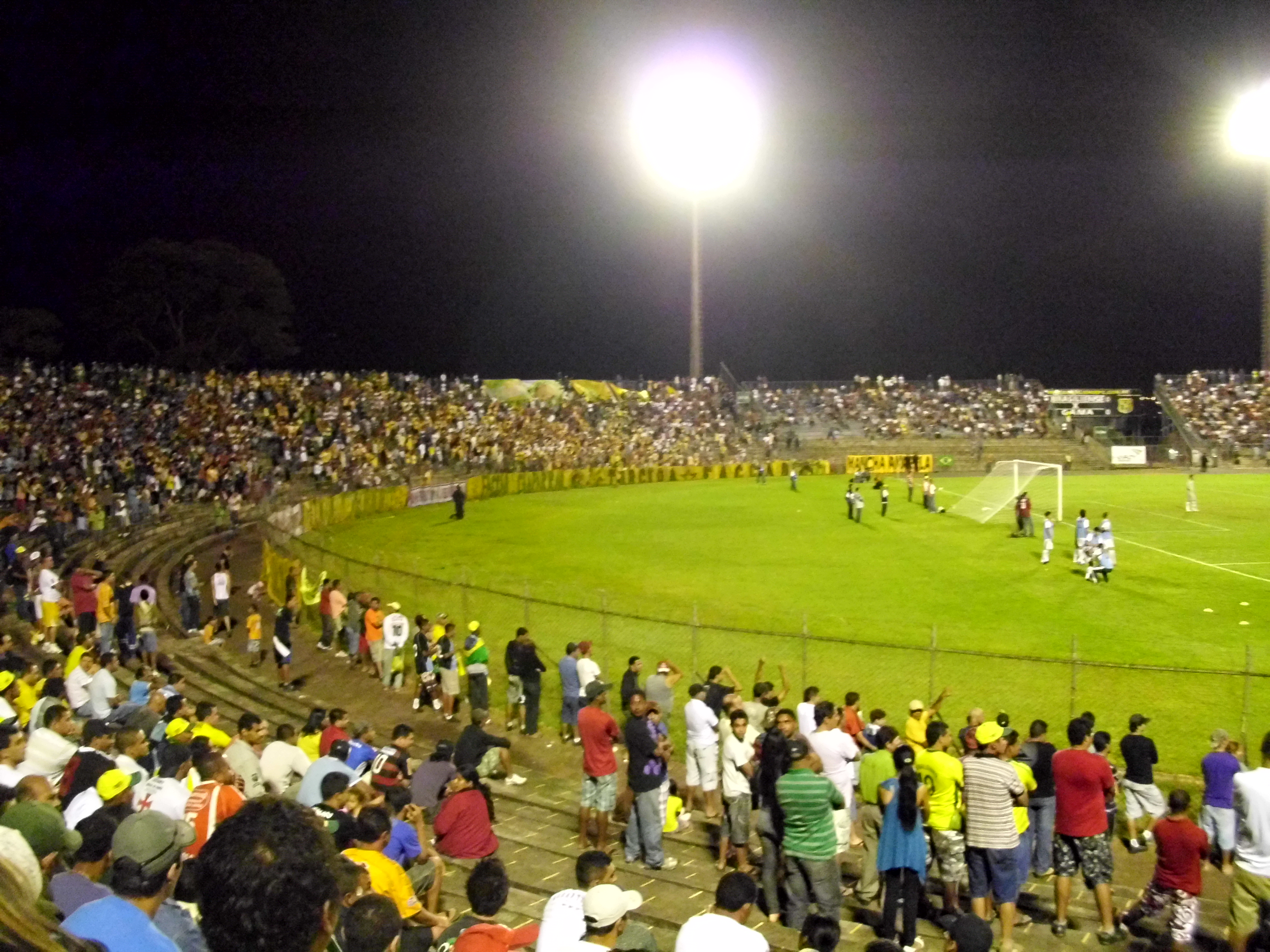
O Estádio Serejão, também conhecido como Boca do Jacaré, foi palco da maior goleada da história de todas as divisões do Campeonato Brasileiro

A maior goleada da história da Série D, considerando a diferença de gols, foi a vitória do Brasiliense por 10–0 sobre o Interporto, pelo Grupo A5 da edição de 2023. A equipe candanga se aproveitou da fragilidade do rival tocantinense, que nessa edição já havia sofrido quatro goleadas anteriormente: 8–1 contra o Iporá , 4–0 para o Ceilândia, 7–0 diante do Anápolis e 6–0 frente o Operário VG.
Já o resultado de 9–0 ocorreu duas vezes: a primeira, na partida entre São Caetano e Pelotas, pelo Grupo A8 da Série D de 2020. Na ocasião, o time do ABC Paulista precisou escalar às pressas jogadores das categorias de base para evitar um W.O., uma vez que o elenco profissional entrou em greve e se recusou a jogar: o clube não pagava salários há quatro meses, além de direitos de imagem, premiações e demais benefícios. Ao todo, o São Caetano conseguiu reunir 16 jogadores dos elencos sub-17 e sub-20. Um dos atletas chegou ao Anacleto Campanella apenas às 17h50 para a partida que estava marcada para às 18h. A segunda foi a vitória do Operário VG sobre o Real Ariquemes, na edição de 2023: somente cinco dias após a maior goleada da história da competição, o clube mato-grossense quase igualou o feito ao aplicar 9–0 na equipe de Rondônia, com direito a um hat-trick de Pablo Thomaz.
Outros dois confrontos tiveram uma equipe marcando nove gols: em 2011, o Plácido de Castro aplicou 9–1 no Vila Aurora, mesmo placar da goleada do ABC sobre o Caucaia, dez anos depois. O Trem também se destaca na lista com a vitória por 10–2 contra o Náutico-RR na edição de 2022, a quarta maior goleada de todos os tempos da quarta divisão.
A única partida da listagem de maiores goleadas da Série D que não aconteceu na fase de grupos foi Atlético Acreano versus Náutico-RR: na edição de 2016, o time roraimense fez história como a primeira equipe do estado a avançar de fase na quarta divisão, mas sucumbiu no confronto de ida do primeiro mata-mata e levou 5–1 dos acreanos, mesmo jogando em Boa Vista. Para o jogo da volta, o time perdeu sete atletas e viajou com apenas 12 jogadores, sofrendo nova goleada, dessa vez por 8–0. No placar agregado, o Atlético-AC aplicou 13–1 sobre o Náutico-RR.
Em finais de Série D, a maior diferença de gols aconteceu na decisão de 2017: na partida de ida em Ceará-Mirim, na Grande Natal, o Operário-PR fez 5–0 sobre o Globo, praticamente garantindo o título, que se confirmou no jogo da volta mesmo após a derrota por 1–0 em Ponta Grossa, interior do Paraná.
Estas são as doze maiores goleadas da história da Série D:[carece de fontes?]
| Nº | Mandante          | Placar | Visitante      | Estádio             | Data           | Ano  | Ref.    |
| -- | ----------------- | ------ | -------------- | ------------------- | -------------- | ---- | ------- |
| 1  | Brasiliense       | 10–0   | Interporto     | Serejão             | 10 de julho    | 2023 | [ 164 ] |
| 2  | São Caetano       | 0–9    | Pelotas        | Anacleto Campanella | 24 de outubro  | 2020 | [ 167 ] |
| 2  | Operário VG       | 9–0    | Real Ariquemes | Dito Souza          | 15 de julho    | 2023 | [ 168 ] |
| 4  | Trem              | 10–2   | Náutico-RR     | Zerão               | 6 de junho     | 2022 | [ 176 ] |
| 5  | Plácido de Castro | 9–1    | Vila Aurora    | Arena da Floresta   | 10 de setembro | 2011 | [ 169 ] |
| 5  | ABC               | 9–1    | Caucaia        | Frasqueirão         | 9 de agosto    | 2021 | [ 170 ] |
| 7  | Atlético Acreano  | 8–0    | Náutico-RR     | Florestão           | 7 de agosto    | 2016 | [ 174 ] |
| 7  | América de Natal  | 8–0    | Serrano-PB     | Arena das Dunas     | 9 de junho     | 2019 | [ 177 ] |
| 7  | Mirassol          | 8–0    | Nacional-PR    | Maião               | 17 de outubro  | 2020 | [ 178 ] |
| 7  | Ferroviária       | 8–0    | URT            | Fonte Luminosa      | 17 de abril    | 2022 | [ 179 ] |
| 7  | Porto Velho       | 8–0    | Náutico-RR     | Aluizão             | 16 de julho    | 2022 | [ 180 ] |
| 7  | Real Ariquemes    | 0–8    | Anápolis       | Valerião            | 23 de julho    | 2023 | [ 181 ] |

### Mais participações no "jogo do acesso"

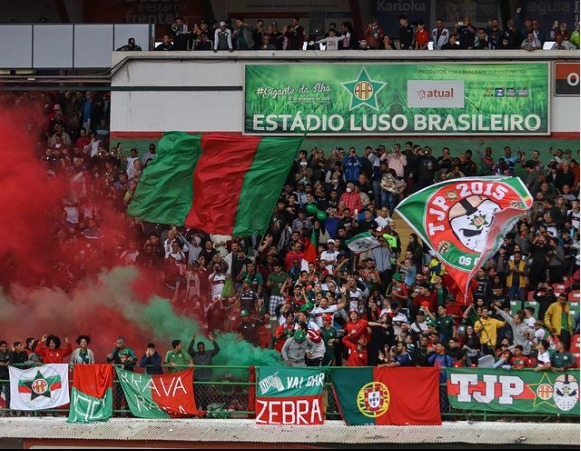
Torcida da Portuguesa-RJ no Luso-Brasileiro na partida de ida do "jogo do acesso" contra o Amazonas em 2022

Apesar das mudanças de formato e no número de participantes, desde a primeira edição da Série D o acesso é definido em jogos eliminatórios: os quatro clubes que avançam para as semifinais são promovidos para a Série C. Por conta disso, as partidas das quartas de final ficaram popularmente conhecidas como "jogo do acesso" – mais especificamente o jogo da volta.
O Caxias é o recordista de participações no "jogo do acesso", com cinco aparições. Após quatro tentativas frustradas entre os anos de 2018 e 2022, a equipe do interior gaúcho finalmente logrou a promoção na edição de 2023. Já Tupi e Ferroviário aparecem na lista como as únicas equipes que venceram o "jogo do acesso" duas vezes: o time mineiro subiu nas temporadas de 2011 e 2013, após ter falhado em sua primeira chance, nas quartas de final da edição inaugural da Série D.; enquanto o clube cearense foi promovido em 2018 e 2023.
Esta é uma lista de clubes que participaram mais de uma vez das quartas de final da Série D de 2009 a 2024:
| Clube            | Participações nos jogos do acesso | Participações nos jogos do acesso | Participações nos jogos do acesso | Participações nos jogos do acesso | Ref.                                    |
| Clube            | Total                             | Vencedor                          | Perdedor                          | Aprov.                            | Ref.                                    |
| ---------------- | --------------------------------- | --------------------------------- | --------------------------------- | --------------------------------- | --------------------------------------- |
| Caxias           | 5                                 | 1 (2023)                          | 4 (2018, 2019, 2021 e 2022)       | 20%                               | [ 190 ] [ 191 ] [ 192 ] [ 193 ] [ 185 ] |
| América de Natal | 4                                 | 1 (2022)                          | 3 (2017, 2020 e 2021)             | 25%                               | [ 194 ] [ 195 ] [ 196 ] [ 193 ]         |
| Tupi             | 3                                 | 2 (2011 e 2013)                   | 1 (2009)                          | 66,7%                             | [ 197 ] [ 198 ] [ 186 ]                 |
| Campinense       | 3                                 | 1 (2021)                          | 2 (2012 e 2018)                   | 33,3%                             | [ 196 ] [ 199 ] [ 188 ]                 |
| Itabaiana        | 3                                 | 1 (2024)                          | 2 (2016 e 2019)                   | 33,3%                             | [ 200 ] [ 201 ] [ 202 ]                 |
| Operário-PR      | 3                                 | 1 (2017)                          | 2 (2010 e 2015)                   | 33,3%                             | [ 203 ] [ 204 ] [ 205 ]                 |
| Treze            | 3                                 | 1 (2018)                          | 1 (2011 e 2024)                   | 33,3%                             | [ 190 ] [ 130 ] [ 200 ]                 |
| Ferroviário      | 2                                 | 2 (2018 e 2023)                   | 0                                 | 100%                              | [ 188 ] [ 189 ]                         |
| Aparecidense     | 2                                 | 1 (2021)                          | 1 (2020)                          | 50%                               | [ 206 ] [ 207 ]                         |
| Atlético Acreano | 2                                 | 1 (2017)                          | 1 (2016)                          | 50%                               | [ 208 ] [ 209 ]                         |
| Ferroviária      | 2                                 | 1 (2023)                          | 1 (2021)                          | 50%                               | [ 210 ] [ 211 ]                         |
| Floresta         | 2                                 | 1 (2020)                          | 1 (2019)                          | 50%                               | [ 195 ] [ 212 ]                         |
| Ituano           | 2                                 | 1 (2019)                          | 1 (2016)                          | 50%                               | [ 202 ] [ 213 ]                         |
| Jacuipense       | 2                                 | 1 (2019)                          | 1 (2014)                          | 50%                               | [ 212 ] [ 214 ]                         |
| Juazeirense      | 2                                 | 1 (2017)                          | 1 (2019)                          | 50%                               | [ 194 ] [ 215 ]                         |
| Manaus           | 2                                 | 1 (2019)                          | 1 (2018)                          | 50%                               | [ 191 ] [ 216 ]                         |
| Mirassol         | 2                                 | 1 (2020)                          | 1 (2011)                          | 50%                               | [ 207 ] [ 217 ]                         |
| Moto Club        | 2                                 | 1 (2016)                          | 1 (2014)                          | 50%                               | [ 209 ] [ 218 ]                         |
| São José-RS      | 2                                 | 1 (2018)                          | 1 (2017)                          | 50%                               | [ 208 ] [ 219 ]                         |
| Anapolina        | 2                                 | 0                                 | 2 (2011 e 2014)                   | 0%                                | [ 197 ] [ 220 ]                         |
| Brasiliense      | 2                                 | 0                                 | 2 (2014 e 2024)                   | 0%                                | [ 221 ] [ 222 ]                         |
| Maranhão         | 2                                 | 0                                 | 2 (2017 e 2023)                   | 0%                                | [ 203 ] [ 189 ]                         |
| Mixto            | 2                                 | 0                                 | 2 (2012 e 2013)                   | 0%                                | [ 223 ] [ 198 ]                         |
| Portuguesa-RJ    | 2                                 | 0                                 | 2 (2022 e 2023)                   | 0%                                | [ 224 ] [ 185 ]                         |
| Uberaba          | 2                                 | 0                                 | 2 (2009 e 2010)                   | 0%                                | [ 225 ] [ 226 ]                         |

## Promoção e rebaixamento

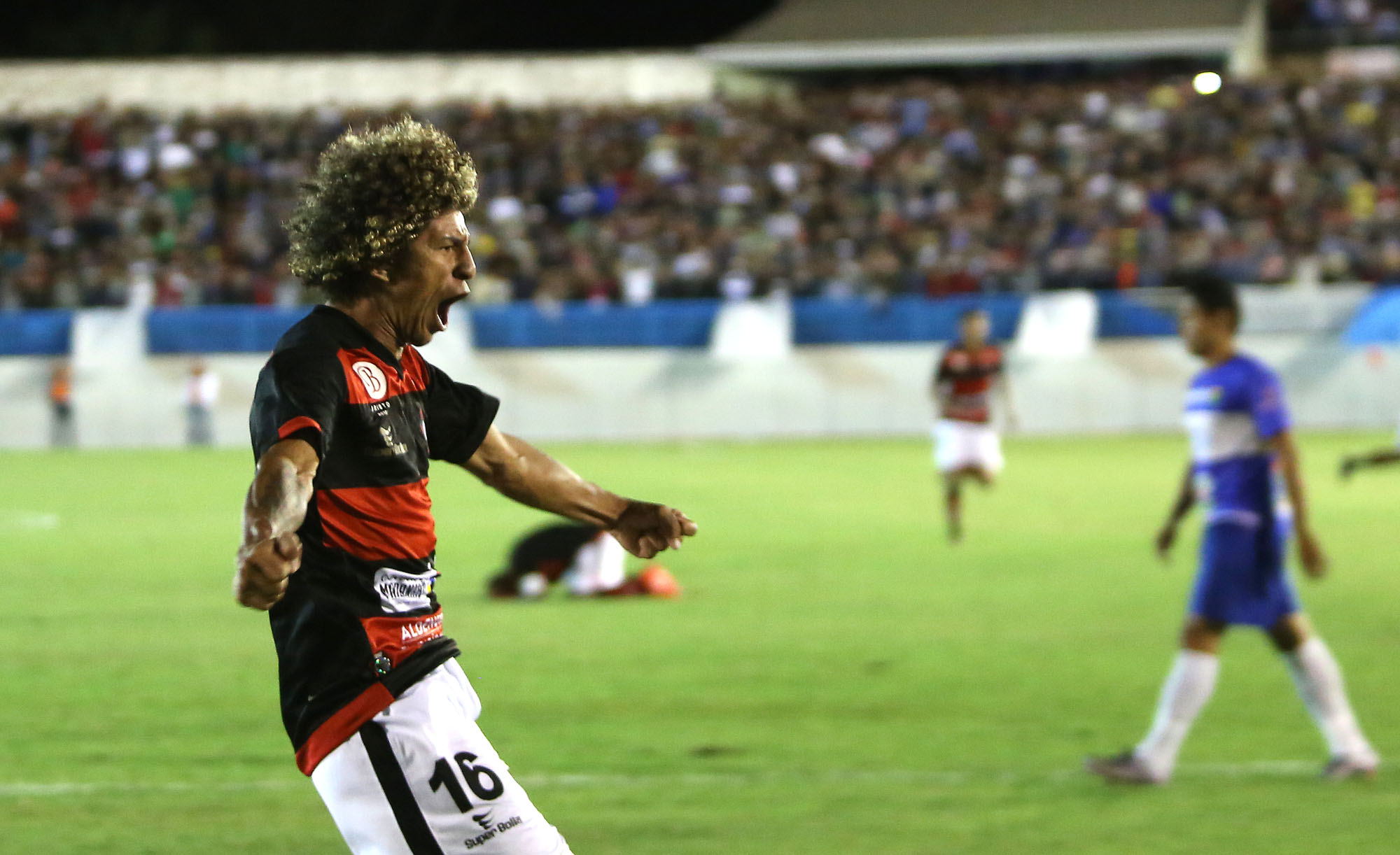
O meia Diego Valderrama celebra o gol que garantiu o acesso do Moto Club na Série D de 2016

Desde sua primeira edição, a Série D promove os quatro melhores times para a Série C, que, por sua vez, desde 2009 rebaixa quatro clubes para a quarta divisão. As únicas exceções aconteceram em 2011 e 2013, devido ao imbróglio judicial envolvendo o Treze e o Rio Branco-AC.
Em 2011, a equipe paraibana foi promovida mesmo ficando na quinta colocação da Série D, para preencher a vaga do clube acreano, excluído da terceira divisão por acionar a justiça comum contra a interdição da Arena da Floresta antes de esgotadas todas as instâncias na esfera desportiva. Contudo, como o Galo da Borborema também acionou precocemente a justiça comum para obter o acesso, criou-se um precedente para novas punições, gerando um acordo entre todas as partes envolvidas para que o Rio Branco retornasse à Série C em 2013, que, assim, teve um participante a mais e, por isso, rebaixou cinco clubes para a quarta divisão.
Questões judiciais à parte, Treze, Tupi e Ferroviário são as únicas três equipes que conquistaram o acesso mais de uma vez. Contudo, os três clubes são também são os recordistas de rebaixamentos, juntamente com o Salgueiro, o Campinense, o Brasil de Pelotas, o América de Natal e o Sampaio Corrêa, todos com dois descensos cada. O estado de São Paulo contabiliza o maior número de acessos e descensos, ambos com nove. Em relação às regiões do Brasil, o Nordeste lidera a listagem com 27 acessos na história, além de ser a única região que em todos os anos promoveu pelo menos uma equipe para a Série C.

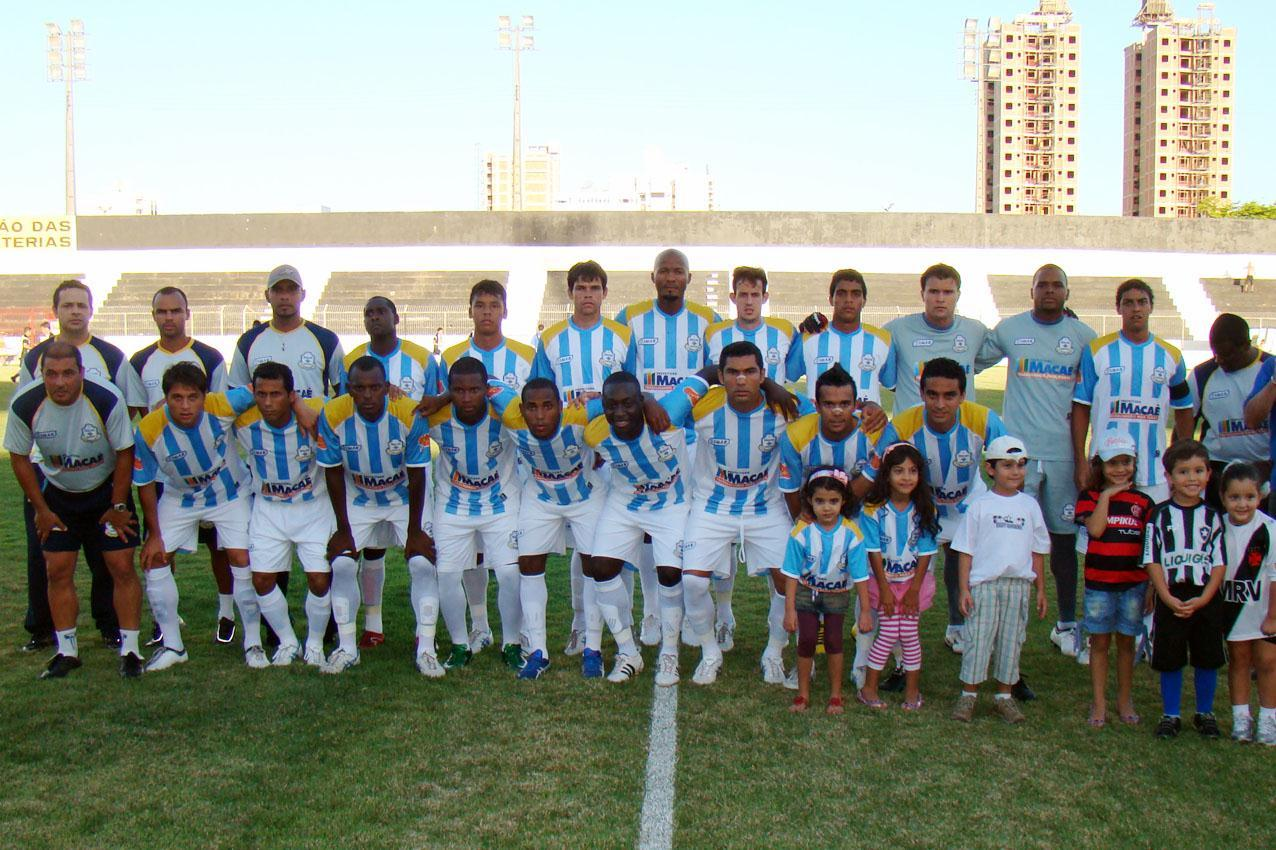
Equipe do Macaé que foi promovida para a Série C em 2009

Sete times conseguiram a façanha de jogar a Série D e, posteriormente, conquistar o acesso em todas as divisões do futebol brasileiro para chegar à Série A: a Chapecoense (que subiu na Série D de 2009 e chegou à elite em 2014); o Joinville (que depois do acesso na quarta divisão, em 2010, conquistou os títulos das Séries C e B); o Santa Cruz (promovido na última divisão em 2011 e que retornou à Série A em 2016);, o CSA (o único da lista a conseguir três acessos consecutivos, jogando a Série D em 2016 e chegando à Série A em 2019); o Cuiabá (que conquistou o acesso na Série D de 2011 e, nove anos depois, foi promovido para a Série A de 2021); o Juventude (vice-campeão da Série D de 2013, navegou entre as Séries B e C até retornar à elite em 2021); e o Mirassol (campeão das Séries D e C em 2020 e 2022, o clube do interior paulista conquistou o acesso para a Série A em 2024).
Por outro lado, 12 times já fizeram o movimento inverso e acumulam rebaixamentos em todas as divisões até chegarem à Série D. Os primeiros a chegarem ao quarto nível do futebol nacional através de descensos foram o Gama e o Juventude, após serem rebaixados juntos na Série C de 2010. As últimas equipes que fizeram esse caminho da Série A até a última divisão foram o Santa Cruz e o Paraná, que também foram rebaixados juntos na Série C de 2021.

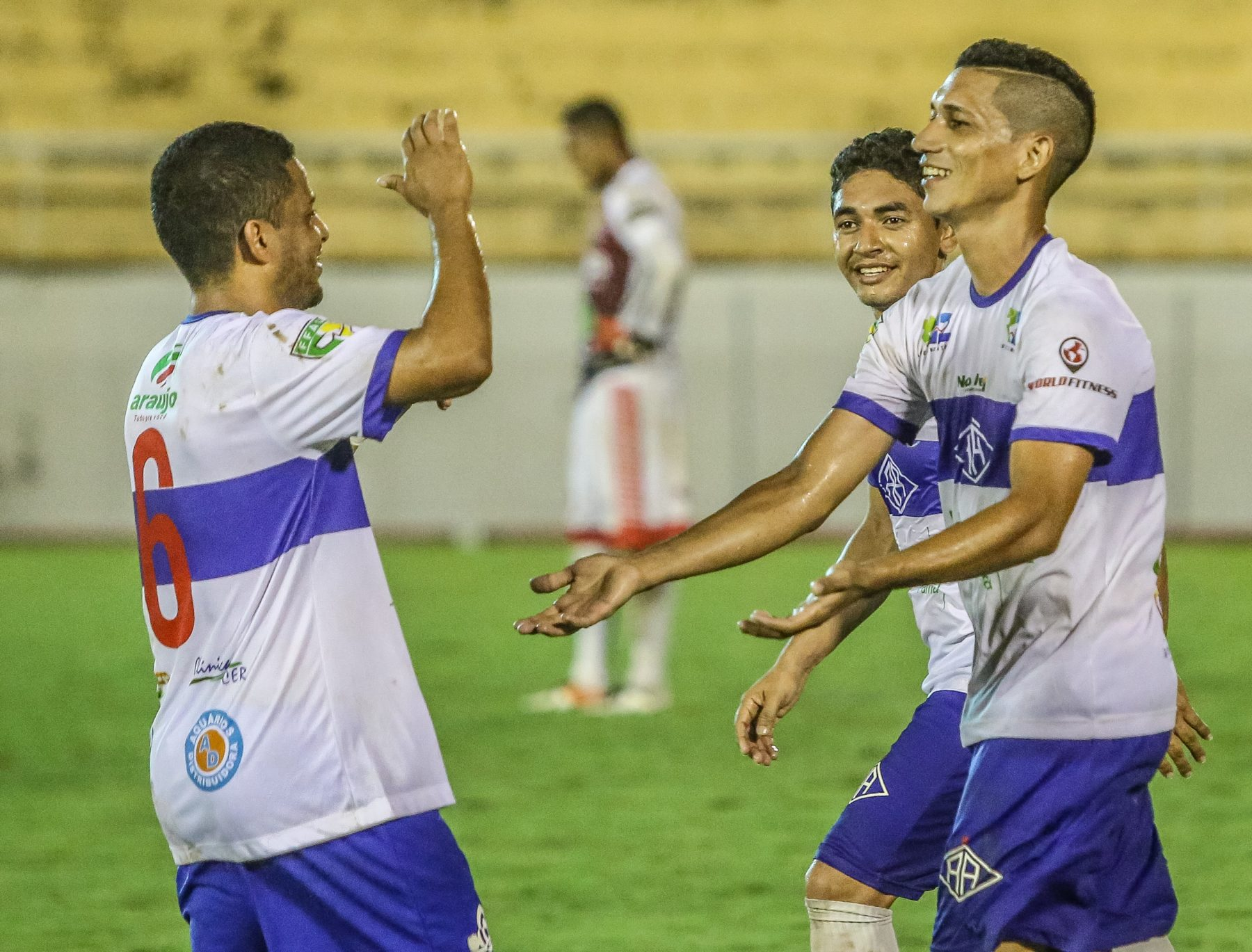
Na Série D de 2017, o Atlético-AC conquistou o acesso inédito de um time do Acre

| Ano | Rebaixados da Série C                                      |                                                     | Promovidos para a Série C |
| 2009 | Confiança Marcílio Dias Mixto Sampaio Corrêa               | Alecrim Chapecoense Macaé São Raimundo-PA           |                           |
| 2010 | Alecrim Gama Juventude São Raimundo-PA                     | Araguaína Guarany de Sobral Madureira Joinville     |                           |
| 2011 | Araguaína Campinense Marília Brasil de Pelotas             | Cuiabá Oeste Santa Cruz Tupi Treze                  |                           |
| 2012 | Guarany de Sobral Salgueiro Santo André Tupi               | Baraúnas CRAC Mogi Mirim Sampaio Corrêa             |                           |
| 2013 | Baraúnas Brasiliense Grêmio Barueri Rio Branco-AC Betim    | Botafogo-PB Juventude Salgueiro Tupi                |                           |
| 2014 | CRAC Duque de Caxias São Caetano Treze                     | Brasil de Pelotas Confiança Londrina Tombense       |                           |
| 2015 | Águia de Marabá Caxias Icasa Madureira                     | Botafogo-SP Remo River-PI Ypiranga de Erechim       |                           |
| 2016 | América de Natal Guaratinguetá Portuguesa River-PI         | CSA Moto Club São Bento Volta Redonda               |                           |
| 2017 | ASA Macaé Mogi Mirim Moto Club                             | Atlético Acreano Globo Juazeirense Operário-PR      |                           |
| 2018 | Joinville Juazeirense Salgueiro Tupi                       | Ferroviário Imperatriz São José-RS Treze            |                           |
| 2019 | ABC Atlético Acreano Globo Luverdense                      | Brusque Ituano Jacuipense Manaus                    |                           |
| 2020 | Boa Esporte Imperatriz São Bento Treze                     | Altos Floresta Mirassol Novorizontino               |                           |
| 2021 | Jacuipense Oeste Paraná Santa Cruz                         | ABC Aparecidense Atlético Cearense Campinense       |                           |
| 2022 | Atlético Cearense Brasil de Pelotas Campinense Ferroviário | Amazonas América de Natal Pouso Alegre São Bernardo |                           |
| 2023 | Altos América de Natal Manaus Pouso Alegre                 | Athletic Caxias Ferroviária Ferroviário             |                           |
| 2024 | Aparecidense Ferroviário Sampaio Corrêa São José-RS        | Anápolis Itabaiana Maringá Retrô                    |                           |
| 2025 | Tombense A definir                                         | A definir                                           |                           |
| Os rebaixados e promovidos por ano estão dispostos em ordem alfabética e não pela ordem de classificação, a não ser em casos extracampo. |                                                            |                                                     |                           |

### Por federação
Esta é uma lista da quantidade de promoções e rebaixamentos por federação:
| Estado              | P | R |
| ------------------- | - | - |
| São Paulo           | 9 | 9 |
| Ceará               | 5 | 5 |
| Rio Grande do Sul   | 5 | 5 |
| Minas Gerais        | 5 | 6 |
| Rio Grande do Norte | 5 | 6 |
| Paraíba             | 4 | 4 |
| Paraná              | 3 | 1 |
| Goiás               | 3 | 2 |
| Santa Catarina      | 3 | 2 |
| Pernambuco          | 3 | 3 |
| Rio de Janeiro      | 3 | 3 |
| Maranhão            | 3 | 4 |
| Amazonas            | 2 | 1 |
| Sergipe             | 2 | 1 |
| Bahia               | 2 | 2 |
| Pará                | 2 | 2 |
| Piauí               | 2 | 2 |
| Alagoas             | 1 | 1 |
| Tocantins           | 1 | 1 |
| Acre                | 1 | 2 |
| Mato Grosso         | 1 | 2 |
| Distrito Federal    | 0 | 2 |

### Clubes que subiram da Série D para aSérie A

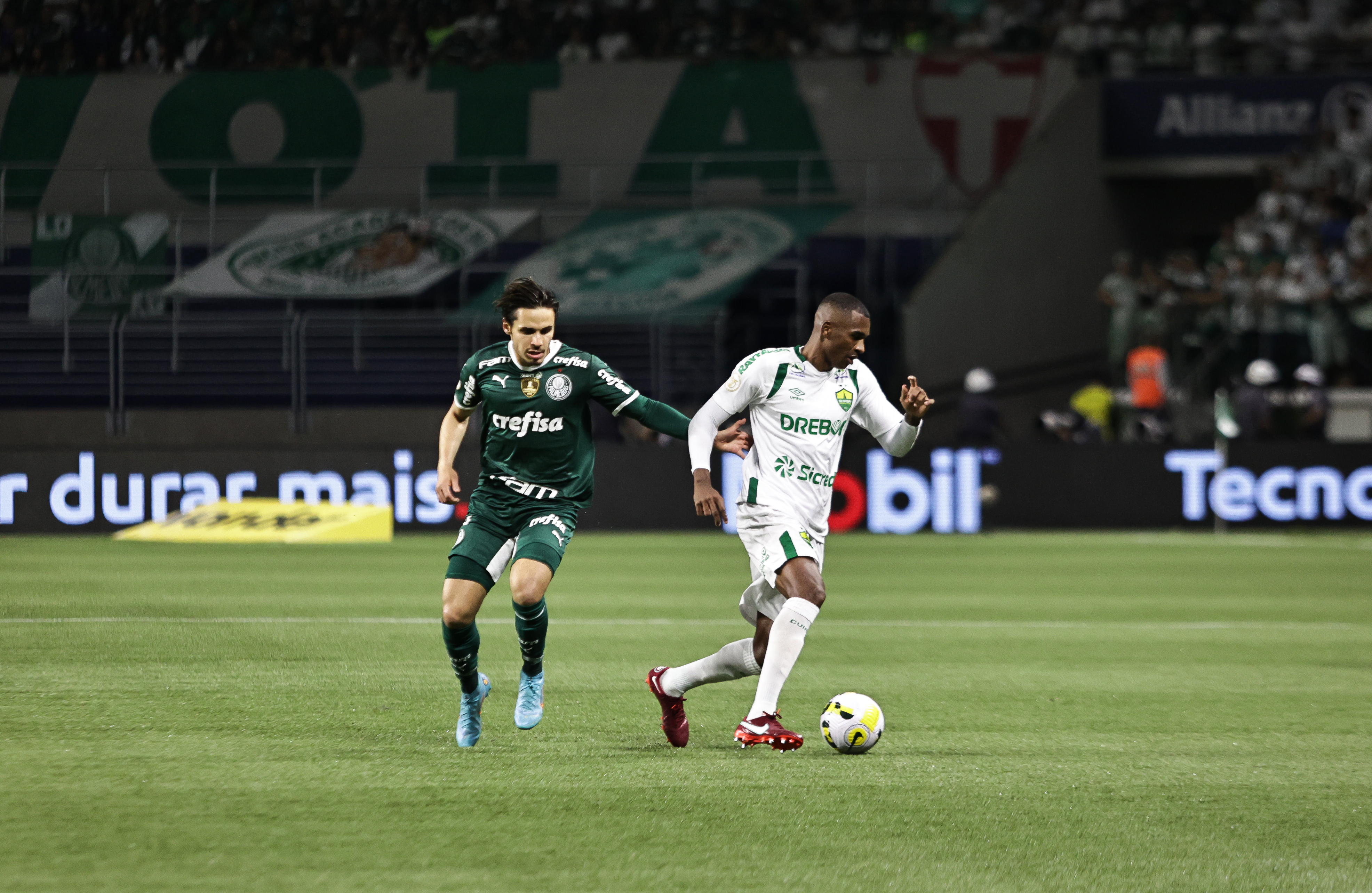
Duelo entre Cuiabá e Palmeiras pela Série A de 2022: time cuiabano escalou todas as divisões até chegar à elite do futebol brasileiro.

Considera-se apenas clubes que chegaram à Série A a partir de acessos em todas as divisões. Em casos onde há mais de um acesso antes de chegar à Série A, entra na lista o mais recente.
| Clube       | D    | C    | B    | A    | Ref.    |
| ----------- | ---- | ---- | ---- | ---- | ------- |
| Chapecoense | 2009 | 2012 | 2013 | 2014 | [ 228 ] |
| Joinville   | 2010 | 2011 | 2014 | 2015 | [ 229 ] |
| Santa Cruz  | 2011 | 2013 | 2015 | 2016 | [ 230 ] |
| CSA         | 2016 | 2017 | 2018 | 2019 | [ 231 ] |
| Cuiabá      | 2011 | 2018 | 2020 | 2021 | [ 232 ] |
| Juventude   | 2013 | 2019 | 2020 | 2021 | [ 233 ] |
| Mirassol    | 2020 | 2022 | 2024 | 2025 | [ 234 ] |

### Clubes que caíram da Série A para a Série D

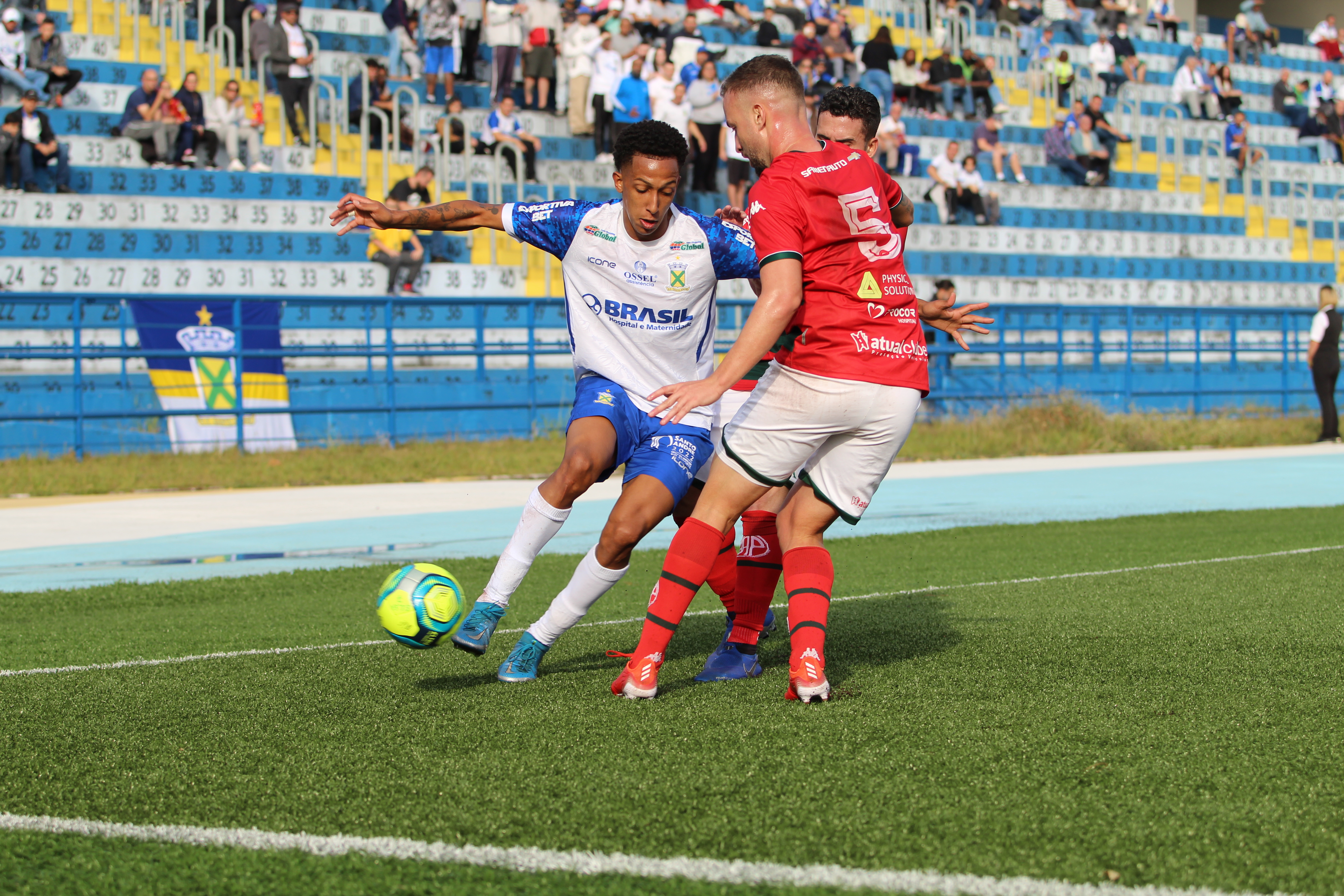
Jogo entre Santo André e Portuguesa-RJ na temporada de 2022: campeão da Copa do Brasil de 2004, o clube paulista chegou a disputar a elite em 2009, mas aos poucos foi sendo rebaixado até a última divisão

Considera-se apenas clubes que chegaram à Série D a partir de rebaixamentos em todas as divisões. Em casos onde há mais de um rebaixamento antes de chegar à Série D, entra na lista o mais recente.
| Clube            | A    | B    | C    | D    | Ref.            |
| ---------------- | ---- | ---- | ---- | ---- | --------------- |
| Gama             | 2002 | 2008 | 2010 | 2011 | [ 244 ]         |
| Juventude        | 2007 | 2009 | 2010 | 2011 | [ 245 ]         |
| Santo André      | 2009 | 2010 | 2012 | 2013 | [ 246 ] [ 247 ] |
| Brasiliense      | 2005 | 2010 | 2013 | 2014 | [ 244 ]         |
| Ipatinga         | 2008 | 2012 | 2013 | 2014 | [ 248 ]         |
| Grêmio Barueri   | 2010 | 2012 | 2013 | 2014 | [ 249 ]         |
| São Caetano      | 2006 | 2013 | 2014 | 2015 | [ 250 ]         |
| América de Natal | 2007 | 2014 | 2016 | 2017 | [ 253 ]         |
| Portuguesa       | 2013 | 2014 | 2016 | 2017 | [ 254 ]         |
| Joinville        | 2015 | 2016 | 2018 | 2019 | [ 255 ]         |
| Santa Cruz       | 2016 | 2017 | 2021 | 2022 | [ 256 ]         |
| Paraná           | 2018 | 2020 | 2021 | 2022 | [ 257 ]         |